# Пісенний конкурс Євробачення 2017
Пісенний конкурс «Євробачення-2017» став 62-м в історії «Євробачення». Він відбувся в Києві після перемоги Джамали на конкурсі 2016 року в Стокгольмі, де вона представляла Україну з піснею «1944». Це була друга перемога України відтоді, як вона дебютувала 2003 року. Конкурс, організований Європейською мовною спілкою і Національною суспільною телерадіокомпанією України, проходив у Міжнародному виставковому центрі і складався з двох півфіналів (9 й 11 травня відповідно) та фіналу (13 травня). Ведучими конкурсу стали Володимир Остапчук, Олександр Скічко і Тімур Мірошниченко.
У конкурсі взяли участь 42 країни. Португалія та Румунія повернулися після річної відсутності, а Боснія і Герцеговина відмовилася через фінансові обставини. Росія, яка мала брати участь у конкурсі, відкликала свою заявку 13 квітня через те, що Юлії Самойловій, що мала представляти країну, заборонили в'їзд до України у зв'язку з порушенням українського законодавства під час відвідування окупованих територій України.
Переможцем конкурсу став Салвадор Собрал, що представляв Португалію з піснею «Amar pelos dois». Це була перша перемога Португалії на конкурсі «Євробачення» за 53 роки участі. За даними ЄМС за конкурсом спостерігали 182 млн глядачів по всьому світі, що на 22 млн менше, ніж торік.

## Місце проведення
Станом на 19 травня 2016 року міські голови п'яти міст України висловили бажання провести «Євробачення-2017» в своєму місті. Заступник головного директора НТКУ Вікторія Романова заявила, що місце проведення «Євробачення-2017» буде остаточно визначене наприкінці літа чи на початку осені.
15 травня 2016 року міський голова Києва Віталій Кличко заявив, що «Євробачення-2017» може бути проведено на НСК «Олімпійський». Міністр культури Євген Нищук також назвав НСК «Олімпійський» найімовірнішим місцем проведенням конкурсу.
Про бажання приймати «Євробачення» заявив голова міста Одеси Геннадій Труханов та голова міста Дніпра Борис Філатов.
Голова Львова Андрій Садовий запевнив, що місто готове провести «Євробачення» на найвищому рівні, говорячи про стадіон «Арена Львів», на якому проводили фінальну частину Євро-2012. Крім того, він нагадав, що у Львові планували збудувати комплекс до Євробаскету-2015, але зупинили це будівництво.
16 травня 2016 року голова Херсона заявив, що місто готове прийняти «Євробачення-2017».
24 червня 2016 року розпочали відбір міста, у якому відбудеться конкурс. 20 липня о 18:30 вийшла спеціальна програма «Битва міст», в якій за право на проведення конкурсу змагалися 6 міст. 22 липня стало відомо, що до фіналу пройшло не два міста, як це планувалося раніше, а три, серед яких Київ, Одеса та Дніпро. Вже наступної середи, 27 липня, журі планувало оголосити місто, у якому відбудеться «Євробачення-2017». Однак очікування затягнулося аж на півтора місяця. 9 вересня було вибране місто проведення «Євробачення» — Київ.
Тлумачення:
     Вибрана заявка
     Розглянута заявка
| Місто                           | Місце | Деталі | Дж.    |
| ------------------------------- | --- | --- | ------ |
| Дніпро                          | «ДніпроЄвроАрена» | Пропозиція передбачала повну реконструкцію стадіону та спортивного комплексу «Метеор», яку планували завершити до березня 2017 року. | [ 18 ] |
| Київ                            | | |        |
| «Міжнародний виставковий центр» | Найбільша виставкова споруда України. Спочатку розглядався, як запасний варіант, та після відхилення пропозиції провести конкурс в «Палаці спорту» — залишився єдиним варіантом.                                 | [ 2 ] [ 19 ] |        |
| «Палац спорту»                  | Місце проведення конкурсу «Євробачення-2005» та дитячого конкурсу «Євробачення-2009». Проблемою для проведення «Євробачення-2017» в «Палаці спорту» був запланований Чемпіонат світу з хокею у квітні 2017 року. | [ 20 ] |        |
| Львів                           | «Арена Львів» | Стадіон збудували 2011 року для проведення трьох матчів групового етапу «Євро-2012». Для проведення «Євробачення-2017» стадіон потребував спорудження даху. | [ 21 ] |
| Львів                           | Недобудована арена | Арену розпочали будувати 2013 року для проведення «Євробаскету-2015». У 2014 році будівництво зупинили через відмову України приймати чемпіонат. Тоді споруда була готова на 25 %. Її будівництво планували відновити в разі обрання Львова місцем проведення «Євробачення-2017» і завершити навесні 2017 року. | [ 22 ] |
| Одеса                           | «Чорноморець» | Футбольний стадіон, реконструйований 2011 року як запасний варіант для проведення матчів «Євро-2012». Спеціально для «Євробачення-2017» його планували модернізувати та спорудити дах на час проведення конкурсу.                                                                                               | [ 23 ] |
| Харків                          | ОСК «Металіст» | Багатофункціональний комунальний стадіон для проведення футбольних матчів і легкоатлетичних змагань. Був місцем проведення трьох матчів групового етапу «Євро-2012». Для проведення «Євробачення-2017» стадіон планували модернізувати та спорудити дах.                                                        | [ 24 ] |
| Херсон                          | — | У разі обрання Херсона місцем проведення «Євробачення-2017», місцева влада планувала збудувати арену для проведлення конкурсу. | [ 25 ] |

## Організація
Мовником-організатором цьогорічного пісенного конкурсу є Національна суспільна телерадіокомпанія України. Телеканал «UA: Перший» здійснюватиме трансляцію наживо: перший півфінал — 9 травня о 22:00, другий півфінал — 11 травня о 22:00, фінал — 13 травня о 22:00. На проведення конкурсу Кабмін виділив 450 млн гривень, з яких півтора мільйона були гонораром за виступ Джамалі та Руслані, 213 тисяч — на забезпечення виступу співачки Onuka (сума включає гонорар співачки, оплата музикантам оркестру НАОНІ, роботу звукорежисера), близько півмільйона — на виготовлення килима для урочистого проходу учасників змагання.
Підготовка до конкурсу включила також зміну дизайну станції метро «Лівобережна», яка потребувала витрат коштів на суму 24,7 млн гривень, проте була критично сприйнята киянами. Крім того було реконструйовано територію навколо МВЦ, а також, на час реконструкції та на час проведення конкурсу — виключено маршрути громадського транспорту, які раніше сполучали район проведення конкурсу з житловими масивами Воскресенка і Троєщина (відповідні маршрути були переспрямовані до станції метро «Дарниця»).
Загалом програма «Євробачення» передбачає дев'ять шоу у Києві — окрім двох півфіналів та фіналу, які традиційно транслюють у прямому ефірі, всі охочі можуть придбати квитки ще на шість генеральних репетицій пісенного конкурсу.

### Квитки
14 лютого 2017 року на продаж надійшли квитки на «Євробачення» за ціною від 8 до 500 євро (219-5999 гривень). Одна особа може одночасно купити до 4 квитків. Більше квитків можна купити лише через оператора кол-центру. Квитки також будуть продаватися у касах і платіжних терміналах. Організатори планують одержати за квитки 77 млн грн. Станом на 17 лютого на сайті квитки не продавалися. Станом на 7 травня ціна квитків на конкурс коливалась від 700 грн до 39 тисяч.

### Ведучі

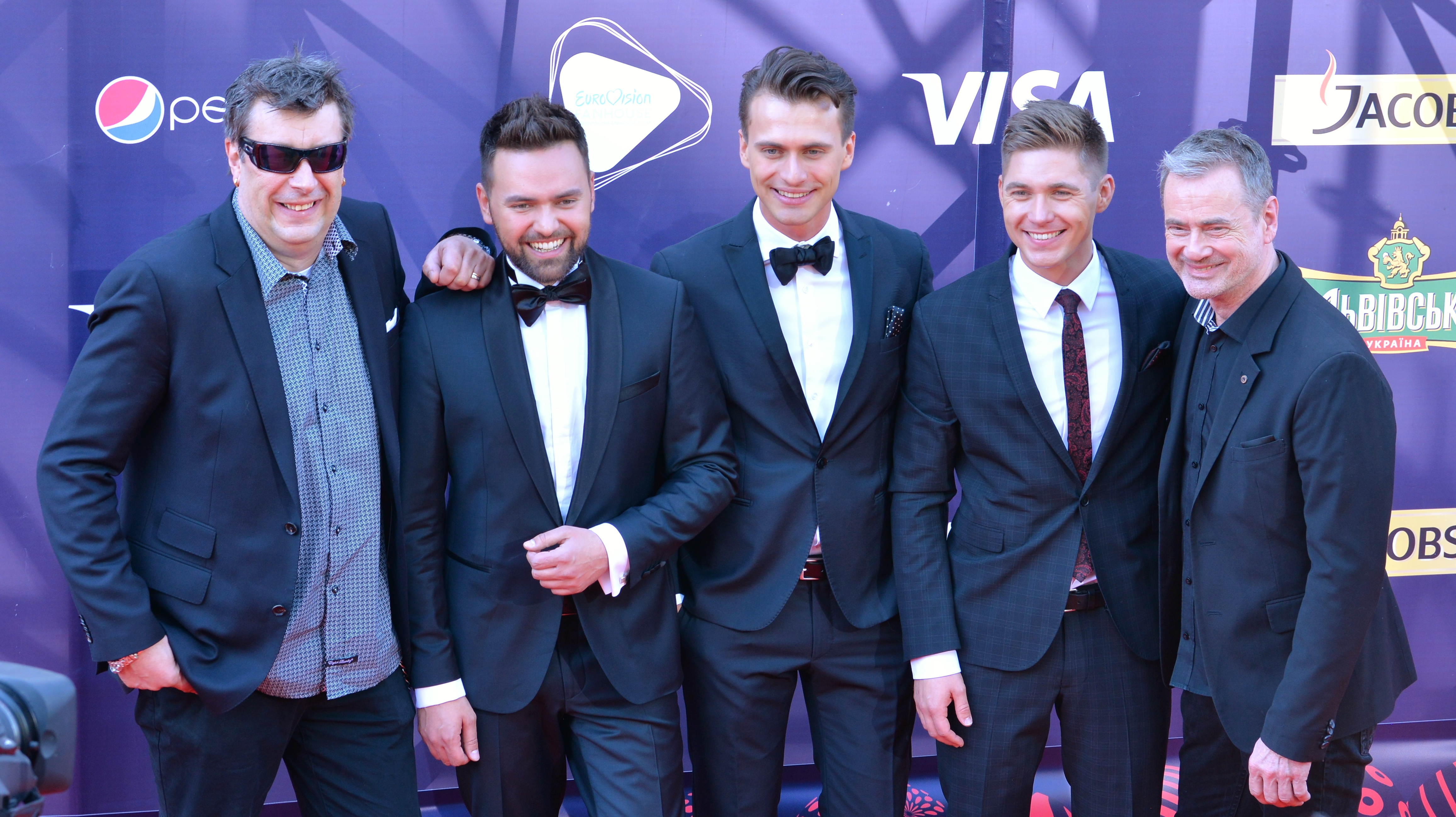
Ведучі конкурсу Т. Мірошниченко, О. Скічко і В. Остапчук в оточенні продюсерів шоу — Ули Мельціґа (ліворуч) та Крістера Б'єркмана (праворуч)

27 лютого 2017 року ведучими конкурсу обрані телеведучі Тімур Мірошніченко, Олександр Скічко та Володимир Остапчук. Ведучі церемонії відкриття: Андрій Джеджула, Андрій Кіше, Слава Варда, Тетяна Терехова. Ведучими прес-руму та зв'язаних шоу-програм були Ігор Посипайко, Тетяна Гончарова, Ніка Константинова.
З 20 квітня на головній сцені «Євробачення-2017» розпочалися щоденні репетиції за участю усіх ведучих конкурсу.

### Спеціальні виступи
На шоу проводили гостьові виступи Monatik (відкриття першого півфіналу), Руслана (переможиця «Євробачення-2004» року) — гедлайнер фіналу, Джамала (переможниця «Євробачення-2016») — перший півфінал та фінал, Вєрка Сердючка (друге місце на «Євробаченні-2007») — фінал, Onuka — фінал. Руслана та Джамала презентували нові пісні.

### Речник конкурсу
Офіційним речником конкурсу визначений Павло Шилько.

### Прес-центр
24 квітня в приміщенні МВЦ відкрито офіційний прес-центр конкурсу, де було акредитовано понад 1500 іноземних та національних журналістів. Тут зможе працювати близько 2000 кореспондентів ЗМІ. Зала прес-конференцій зможе вмістити понад 500 осіб.

## Формат

### Символіка
Кожного року країна, що приймає пісенний конкурс, своїми силами розробляє логотип, гасло і окремий фірмовий стиль, який використовується в усій продукції, присвяченій конкурсу, а також для оформлення сцени, рекламних елементів, транспорту тощо.
Перелік компаній, яким було запропоновано взяти участь у конкурсі на найкращу творчу концепцію «Євробачення-2017», Національна телекомпанія України сформувала в тому числі спираючись на рейтинги Всеукраїнської рекламної коаліції (ВРК). ВРК — найбільше громадське об'єднання рекламної індустрії України, до складу якого входять 142 компанії, що працюють на рекламному ринку. Всеукраїнська рекламна коаліція надала НТКУ рейтинги креативності та майстерності серед креативних агенцій та брендингових агентств і дизайн-студій. За результатами надісланих запрошень до конкурсу приєднались: Havas Worldwide Ukraine, BBDO Ukraine, Republique, J&I, TWIGA Idea, ARRIBA, ADVENTA Lowe, THINKMcCANN та Green Penguin Media.
30 січня 2017 року Україна представила свій логотип конкурсу. Ним стало стилізоване намисто із гаслом «Celebrate diversity» («Шануймо розмаїття»). Замовники логотипу з UA:Першого пояснили, що лого доповнює творчий дизайн пісенного конкурсу, в основу якого покладено елемент традиційної української культури — намисто. Неповторності намисту як прикрасі надає поєднання різних елементів. У контексті «Євробачення» це символізує те, що всі ми відрізняємося один від одного, кожен з нас унікальний, але нас поєднує спільна любов до музики.
Вибір претендентів відбувався у відкритому режимі на платформі «Prozorro», до тендеру було допущено лише українських дизайнерів, його було завершено 29 грудня 2016 року. В тендері перемогла українська компанія «Група РЕ Дизайн». Ціна за розробку фірмового стилю склала 420 тис. грн (14.500 євро).
Символіка «Євробачення-2017» отримала дизайнерську нагороду — «Каннського лева».

### Рекламні емодзі
30 квітня було анонсовано, що творчі команди з команди «Євробачення» та «Twitter» разом працювали щоб створити три емодзі які будуть супроводжувати гештеґ протягом конкурсу. Емодзі з зображенням серця буде з'являтися поруч з #ESC2017 і  #Eurovision, а трофей переможця, скляний мікрофон, поруч з  #12Points і #douzepoints. Логотип конкурсу буде поруч з гештеґом #CelebrateDiversity, який є гаслом конкурсу.

### Жеребкування
31 січня 2017 року в Києві провели жеребкування між країнами-учасницями «Євробачення-2017», за результатами якого стало відомо, які країни будуть представлені в півфіналах конкурсу. Ведучими церемонії жеребкування стали Тімур Мірошниченко і Ніка Константинова.
| Кошик 1                                                                                | Кошик 2                                                      | Кошик 3                                                        | Кошик 4                                                   | Кошик 5                                                          | Кошик 6                                                     |
| -------------------------------------------------------------------------------------- | ------------------------------------------------------------ | -------------------------------------------------------------- | --------------------------------------------------------- | ---------------------------------------------------------------- | ----------------------------------------------------------- |
| - Албанія - Північна Македонія - Сербія - Словенія - Хорватія - Чорногорія - Швейцарія | - Данія - Естонія - Ісландія - Норвегія - Фінляндія - Швеція | - Азербайджан - Білорусь - Вірменія - Грузія - Ізраїль - Росія | - Болгарія - Греція - Кіпр - Молдова - Румунія - Угорщина | - Австралія - Австрія - Мальта - Португалія - Сан-Марино - Чехія | - Бельгія - Ірландія - Латвія - Литва - Нідерланди - Польща |

## Учасники
31 березня 2017 року відбулося жеребкування півфіналів Євробачення 2017.

Країни-учасниці першого півфіналу
Країни, що виступлять одразу у фіналі, але голосуватимуть у першому півфіналі
Країни-учасниці другого півфіналу
Країни, що виступлять одразу у фіналі, але голосуватимуть у другому півфіналі

### Перший півфінал
У першому півфіналі голосували Велика Британія, Італія та Іспанія.
| №  | Країна      | Виконавець          | Пісня             | Мова          | Місце | Бали |
| -- | ----------- | ------------------- | ----------------- | ------------- | ----- | ---- |
| 01 | Швеція      | Робін Бенгтссон     | «I can't go on»   | англійська    | 3     | 227  |
| 02 | Грузія      | Тамара Ґачечіладзе  | «Keep the faith»  | англійська    | 11    | 99   |
| 03 | Австралія   | Ісая                | «Don't come easy» | англійська    | 6     | 160  |
| 04 | Албанія     | Ліндіта             | «World»           | англійська    | 14    | 76   |
| 05 | Бельгія     | Бланш               | «City lights»     | англійська    | 4     | 165  |
| 06 | Чорногорія  | Славко Калезич      | «Space»           | англійська    | 16    | 56   |
| 07 | Фінляндія   | «Norma John»        | «Blackbird»       | англійська    | 12    | 92   |
| 08 | Азербайджан | Dihaj               | «Skeletons»       | англійська    | 8     | 150  |
| 09 | Португалія  | Салвадор Собрал     | «Amar pelos dois» | португальська | 1     | 370  |
| 10 | Греція      | Demy                | «This is love»    | англійська    | 10    | 115  |
| 11 | Польща      | Кася Мось           | «Flashlight»      | англійська    | 9     | 119  |
| 12 | Молдова     | «SunStroke Project» | «Hey, mamma!»     | англійська    | 2     | 291  |
| 13 | Ісландія    | Свала               | «Paper»           | англійська    | 15    | 60   |
| 14 | Чехія       | Мартіна Барта       | «My turn»         | англійська    | 13    | 83   |
| 15 | Кіпр        | Овіг                | «Gravity»         | англійська    | 5     | 164  |
| 16 | Вірменія    | Арцвік              | «Fly with me»     | англійська    | 7     | 152  |
| 17 | Словенія    | Омар Набер          | «On my way»       | англійська    | 17    | 36   |
| 18 | Латвія      | «Triana Park»       | «Line»            | англійська    | 18    | 21   |

### Другий півфінал
У другому півфіналі голосували Німеччина, Україна та Франція.
| №  | Країна             | Виконавець                        | Пісня                    | Мова                   | Місце | Бали |
| -- | ------------------ | --------------------------------- | ------------------------ | ---------------------- | ----- | ---- |
| 01 | Сербія             | Тіяна Богічевич                   | «In too deep»            | англійська             | 11    | 98   |
| 02 | Австрія            | Натан Трент                       | «Running on air»         | англійська             | 7     | 147  |
| 03 | Північна Македонія | Яна Бурческа                      | «Dance alone»            | англійська             | 15    | 69   |
| 04 | Мальта             | Клаудія Феніелло                  | «Breathlessly»           | англійська             | 16    | 55   |
| 05 | Румунія            | Ілінка i Алекс Флоря              | «Yodel it!»              | англійська             | 6     | 174  |
| 06 | Нідерланди         | «O'G3NE»                          | «Lights and shadows»     | англійська             | 4     | 200  |
| 07 | Угорщина           | Йоці Папаї                        | «Origo»                  | угорська               | 2     | 231  |
| 08 | Данія              | Аня                               | «Where I am»             | англійська             | 10    | 101  |
| 09 | Ірландія           | Брендан Мюррей                    | «Dying to try»           | англійська             | 13    | 86   |
| 10 | Сан-Марино         | Валентина Монетта i Джиммі Вілсон | «Spirit of the night»    | англійська             | 18    | 1    |
| 11 | Хорватія           | Жак Худек                         | «My friend»              | англійська, італійська | 8     | 141  |
| 12 | Норвегія           | Jowst                             | «Grab the moment»        | англійська             | 5     | 189  |
| 13 | Швейцарія          | «Timebelle»                       | «Apollo»                 | англійська             | 12    | 97   |
| 14 | Білорусь           | «NaviBand»                        | «Historyja majho žyccia» | білоруська             | 9     | 110  |
| 15 | Болгарія           | Крістіан Костов                   | «Beautiful mess»         | англійська             | 1     | 403  |
| 16 | Литва              | «Fusedmarc»                       | «Rain of revolution»     | англійська             | 17    | 42   |
| 17 | Естонія            | Койт Тооме i Лаура                | «Verona»                 | англійська             | 14    | 85   |
| 18 | Ізраїль            | Імрі                              | «I feel alive»           | англійська             | 3     | 207  |

### Фінал
| №  | Країна          | Виконавець           | Пісня                    | Мова                   | Місце | Бали |
| -- | --------------- | -------------------- | ------------------------ | ---------------------- | ----- | ---- |
| 01 | Ізраїль         | Імрі                 | «I feel alive»           | англійська             | 23    | 39   |
| 02 | Польща          | Кася Мось            | «Flashlight»             | англійська             | 22    | 64   |
| 03 | Білорусь        | «NaviBand»           | «Historyja majho žyccia» | білоруська             | 17    | 83   |
| 04 | Австрія         | Натан Трент          | «Running on air»         | англійська             | 16    | 93   |
| 05 | Вірменія        | Арцвік               | «Fly with me»            | англійська             | 18    | 79   |
| 06 | Нідерланди      | «O'G3NE»             | «Lights and shadows»     | англійська             | 11    | 150  |
| 07 | Молдова         | «SunStroke Project»  | «Hey, mamma!»            | англійська             | 3     | 374  |
| 08 | Угорщина        | Йоці Папаї           | «Origo»                  | угорська               | 8     | 200  |
| 09 | Італія          | Франческо Габбані    | «Occidentali's karma»    | італійська             | 6     | 334  |
| 10 | Данія           | Аня                  | «Where I am»             | англійська             | 20    | 77   |
| 11 | Португалія      | Салвадор Собрал      | «Amar pelos dois»        | португальська          | 1     | 758  |
| 12 | Азербайджан     | Dihaj                | «Skeletons»              | англійська             | 14    | 120  |
| 13 | Хорватія        | Жак Худек            | «My friend»              | англійська, італійська | 13    | 128  |
| 14 | Австралія       | Ісая                 | «Don't come easy»        | англійська             | 9     | 173  |
| 15 | Греція          | Demy                 | «This is love»           | англійська             | 19    | 77   |
| 16 | Іспанія         | Манель Наваро        | «Do it for your lover»   | іспанська, англійська  | 26    | 5    |
| 17 | Норвегія        | Jowst                | «Grab the moment»        | англійська             | 10    | 158  |
| 18 | Велика Британія | Люсі Джонс           | «Never give up on you»   | англійська             | 15    | 111  |
| 19 | Кіпр            | Овіг                 | «Gravity»                | англійська             | 21    | 68   |
| 20 | Румунія         | Ілінка i Алекс Флоря | «Yodel it!»              | англійська             | 7     | 282  |
| 21 | Німеччина       | Левіна               | «Perfect life»           | англійська             | 25    | 6    |
| 22 | Україна         | «O.Torvald»          | «Time»                   | англійська             | 24    | 36   |
| 23 | Бельгія         | Бланш                | «City lights»            | англійська             | 4     | 363  |
| 24 | Швеція          | Робін Бенгтссон      | «I can't go on»          | англійська             | 5     | 344  |
| 25 | Болгарія        | Крістіан Костов      | «Beautiful mess»         | англійська             | 2     | 615  |
| 26 | Франція         | Альма                | «Requiem»                | французька, англійська | 12    | 135  |

## Голосування

### Перший півфінал
| 1  | Португалія  | 197 | Португалія  | 173 |
| 2  | Молдова     | 180 | Австралія   | 139 |
| 3  | Бельгія     | 125 | Швеція      | 124 |
| 4  | Швеція      | 103 | Молдова     | 111 |
| 5  | Кіпр        | 103 | Азербайджан | 87  |
| 6  | Польща      | 69  | Вірменія    | 87  |
| 7  | Вірменія    | 65  | Чехія       | 81  |
| 8  | Азербайджан | 63  | Грузія      | 62  |
| 9  | Греція      | 54  | Греція      | 61  |
| 10 | Фінляндія   | 51  | Кіпр        | 61  |
| 11 | Чорногорія  | 39  | Польща      | 50  |
| 12 | Албанія     | 38  | Фінляндія   | 41  |
| 13 | Грузія      | 37  | Бельгія     | 40  |
| 14 | Ісландія    | 31  | Албанія     | 38  |
| 15 | Австралія   | 21  | Ісландія    | 29  |
| 16 | Словенія    | 20  | Чорногорія  | 17  |
| 17 | Латвія      | 20  | Словенія    | 16  |
| 18 | Чехія       | 2   | Латвія      | 1   |

| Голосування: 100% Глядачі 100% Журі | Голосування: 100% Глядачі 100% Журі | Результати голосування журі | Результати голосування журі | Результати голосування журі | Результати голосування журі | Результати голосування журі | Результати голосування журі | Результати голосування журі | Результати голосування журі | Результати голосування журі | Результати голосування журі | Результати голосування журі | Результати голосування журі | Результати голосування журі | Результати голосування журі | Результати голосування журі | Результати голосування журі | Результати голосування журі | Результати голосування журі | Результати голосування журі | Результати голосування журі | Результати голосування журі | Результати голосування журі | Результати голосування журі | Результати голосування журі | Результати голосування журі | Результати голосування журі | Результати голосування журі | Результати голосування журі | Результати голосування журі | Результати голосування журі | Результати голосування журі | Результати голосування журі | Результати голосування журі | Результати голосування журі | Результати голосування журі | Результати голосування журі | Результати голосування журі | Результати голосування журі | Результати голосування журі | Результати голосування журі | Результати голосування журі | Результати голосування журі | Результати голосування журі | Результати голосування журі |
| Голосування: 100% Глядачі 100% Журі | Голосування: 100% Глядачі 100% Журі | Підсумок                    | Глядацьке голосування       | Швеція                      | Грузія                      | Австралія                   | Албанія                     | Бельгія                     | Чорногорія                  | Фінляндія                   | Азербайджан                 | Португалія                  | Греція                      | Польща                      | Молдова                     | Ісландія                    | Чехія                       | Кіпр                        | Вірменія                    | Словенія                    | Латвія                      | Італія                      | Іспанія                     | Велика Британія             |                             |                             |                             |                             |                             |                             |                             |                             |                             |                             |                             |                             |                             |                             |                             |                             |                             |                             |                             |                             |                             |
| Голосування: 100% Глядачі 100% Журі | Голосування: 100% Глядачі 100% Журі | Підсумок                    |                             |                             |                             |                             |                             |                             |                             |                             |                             |                             |                             |                             |                             |                             |                             |                             |                             |                             |                             |                             |                             |                             |                             |                             |                             |                             |                             |                             |                             |                             |                             |                             |                             |                             |                             |                             |                             |                             |                             |                             |                             |                             |                             |
| Країни-учасниці                     | Швеція                              | 227                         | 103                         | style="background:#AAAAAA;" | 8                           | 8                           | 4                           | 12                          | 6                           | 12                          |                             | 5                           | 2                           | 4                           | 8                           | 8                           | 10                          | 8                           | 5                           | 7                           | 2                           | 10                          | 3                           | 2                           |                             |                             |                             |                             |                             |                             |                             |                             |                             |                             |                             |                             |                             |                             |                             |                             |                             |                             |                             |                             |                             |
| Країни-учасниці                     | Грузія                              | 99                          | 37                          | 6                           | style="background:#AAAAAA;" |                             | 1                           | 3                           |                             | 3                           | 6                           | 3                           | 4                           | 10                          | 5                           | 7                           |                             |                             | 6                           | 5                           |                             | 2                           |                             | 1                           |                             |                             |                             |                             |                             |                             |                             |                             |                             |                             |                             |                             |                             |                             |                             |                             |                             |                             |                             |                             |                             |
| Країни-учасниці                     | Австралія                           | 160                         | 21                          | 12                          | 6                           | style="background:#AAAAAA;" | 5                           | 10                          | 3                           | 8                           | 7                           | 6                           |                             | 8                           | 6                           | 10                          | 12                          | 7                           | 1                           | 12                          | 10                          | 1                           | 8                           | 7                           |                             |                             |                             |                             |                             |                             |                             |                             |                             |                             |                             |                             |                             |                             |                             |                             |                             |                             |                             |                             |                             |
| Країни-учасниці                     | Албанія                             | 76                          | 38                          |                             |                             |                             | style="background:#AAAAAA;" |                             | 10                          |                             | 10                          |                             | 10                          |                             |                             |                             |                             |                             |                             |                             |                             | 8                           |                             |                             |                             |                             |                             |                             |                             |                             |                             |                             |                             |                             |                             |                             |                             |                             |                             |                             |                             |                             |                             |                             |                             |
| Країни-учасниці                     | Бельгія                             | 165                         | 125                         | 3                           |                             |                             | 3                           | style="background:#AAAAAA;" |                             |                             |                             |                             | 1                           | 7                           |                             | 2                           | 3                           | 3                           |                             | 2                           | 5                           | 5                           | 2                           | 4                           |                             |                             |                             |                             |                             |                             |                             |                             |                             |                             |                             |                             |                             |                             |                             |                             |                             |                             |                             |                             |                             |
| Країни-учасниці                     | Чорногорія                          | 56                          | 39                          |                             |                             |                             |                             |                             | style="background:#AAAAAA;" |                             | 8                           |                             | 7                           |                             |                             |                             | 2                           |                             |                             |                             |                             |                             |                             |                             |                             |                             |                             |                             |                             |                             |                             |                             |                             |                             |                             |                             |                             |                             |                             |                             |                             |                             |                             |                             |                             |
| Країни-учасниці                     | Фінляндія                           | 92                          | 51                          | 7                           |                             | 7                           |                             |                             |                             | style="background:#AAAAAA;" |                             | 7                           |                             | 1                           | 3                           | 3                           | 1                           | 6                           |                             | 6                           |                             |                             |                             |                             |                             |                             |                             |                             |                             |                             |                             |                             |                             |                             |                             |                             |                             |                             |                             |                             |                             |                             |                             |                             |                             |
| Країни-учасниці                     | Азербайджан                         | 150                         | 63                          |                             | 10                          | 3                           | 7                           | 5                           | 7                           |                             | style="background:#AAAAAA;" | 8                           | 8                           |                             | 4                           | 6                           | 4                           | 4                           |                             | 3                           | 1                           | 12                          | 5                           |                             |                             |                             |                             |                             |                             |                             |                             |                             |                             |                             |                             |                             |                             |                             |                             |                             |                             |                             |                             |                             |                             |
| Країни-учасниці                     | Португалія                          | 370                         | 197                         | 5                           | 12                          | 6                           | 6                           | 7                           | 4                           | 10                          | 12                          | style="background:#AAAAAA;" | 5                           | 12                          | 12                          | 12                          | 7                           | 10                          | 7                           | 8                           | 12                          | 4                           | 12                          | 10                          |                             |                             |                             |                             |                             |                             |                             |                             |                             |                             |                             |                             |                             |                             |                             |                             |                             |                             |                             |                             |                             |
| Країни-учасниці                     | Греція                              | 115                         | 54                          |                             |                             | 1                           | 8                           |                             | 12                          |                             |                             | 2                           | style="background:#AAAAAA;" | 2                           | 7                           | 1                           |                             | 12                          | 10                          |                             |                             |                             | 6                           |                             |                             |                             |                             |                             |                             |                             |                             |                             |                             |                             |                             |                             |                             |                             |                             |                             |                             |                             |                             |                             |                             |
| Країни-учасниці                     | Польща                              | 119                         | 69                          |                             |                             | 12                          | 2                           | 4                           |                             | 2                           | 3                           | 1                           |                             | style="background:#AAAAAA;" | 1                           |                             | 8                           | 2                           | 2                           | 4                           | 3                           |                             |                             | 6                           |                             |                             |                             |                             |                             |                             |                             |                             |                             |                             |                             |                             |                             |                             |                             |                             |                             |                             |                             |                             |                             |
| Країни-учасниці                     | Молдова                             | 291                         | 180                         | 10                          | 3                           | 10                          | 12                          | 1                           | 5                           | 6                           | 5                           | 10                          | 3                           |                             | style="background:#AAAAAA;" |                             | 6                           |                             | 8                           |                             | 6                           | 7                           | 7                           | 12                          |                             |                             |                             |                             |                             |                             |                             |                             |                             |                             |                             |                             |                             |                             |                             |                             |                             |                             |                             |                             |                             |
| Країни-учасниці                     | Ісландія                            | 60                          | 31                          | 2                           | 2                           | 2                           |                             | 2                           |                             | 5                           | 2                           |                             |                             |                             | 2                           | style="background:#AAAAAA;" |                             |                             | 3                           |                             | 8                           |                             | 1                           |                             |                             |                             |                             |                             |                             |                             |                             |                             |                             |                             |                             |                             |                             |                             |                             |                             |                             |                             |                             |                             |                             |
| Країни-учасниці                     | Чехія                               | 83                          | 2                           | 4                           | 1                           | 4                           |                             | 6                           | 2                           |                             | 4                           | 12                          |                             | 3                           |                             | 5                           | style="background:#AAAAAA;" | 1                           | 4                           | 10                          | 7                           |                             | 10                          | 8                           |                             |                             |                             |                             |                             |                             |                             |                             |                             |                             |                             |                             |                             |                             |                             |                             |                             |                             |                             |                             |                             |
| Країни-учасниці                     | Кіпр                                | 164                         | 103                         | 8                           | 5                           |                             |                             | 8                           |                             | 7                           |                             |                             | 6                           |                             |                             | 4                           | 5                           | style="background:#AAAAAA;" | 12                          |                             |                             | 3                           |                             | 3                           |                             |                             |                             |                             |                             |                             |                             |                             |                             |                             |                             |                             |                             |                             |                             |                             |                             |                             |                             |                             |                             |
| Країни-учасниці                     | Вірменія                            | 152                         | 65                          |                             | 7                           | 5                           | 10                          |                             | 8                           | 4                           |                             | 4                           | 12                          | 6                           | 10                          |                             |                             | 5                           | style="background:#AAAAAA;" | 1                           | 4                           | 6                           |                             | 5                           |                             |                             |                             |                             |                             |                             |                             |                             |                             |                             |                             |                             |                             |                             |                             |                             |                             |                             |                             |                             |                             |
| Країни-учасниці                     | Словенія                            | 36                          | 20                          | 1                           | 4                           |                             |                             |                             | 1                           | 1                           |                             |                             |                             | 5                           |                             |                             |                             |                             |                             | style="background:#AAAAAA;" |                             |                             | 4                           |                             |                             |                             |                             |                             |                             |                             |                             |                             |                             |                             |                             |                             |                             |                             |                             |                             |                             |                             |                             |                             |                             |
| Країни-учасниці                     | Латвія                              | 21                          | 20                          |                             |                             |                             |                             |                             |                             |                             | 1                           |                             |                             |                             |                             |                             |                             |                             |                             |                             | style="background:#AAAAAA;" |                             |                             |                             |                             |                             |                             |                             |                             |                             |                             |                             |                             |                             |                             |                             |                             |                             |                             |                             |                             |                             |                             |                             |                             |

| Голосування: 100% Глядачі 100% Журі | Голосування: 100% Глядачі 100% Журі | Результати глядацького голосування | Результати глядацького голосування | Результати глядацького голосування | Результати глядацького голосування | Результати глядацького голосування | Результати глядацького голосування | Результати глядацького голосування | Результати глядацького голосування | Результати глядацького голосування | Результати глядацького голосування | Результати глядацького голосування | Результати глядацького голосування | Результати глядацького голосування | Результати глядацького голосування | Результати глядацького голосування | Результати глядацького голосування | Результати глядацького голосування | Результати глядацького голосування | Результати глядацького голосування | Результати глядацького голосування | Результати глядацького голосування | Результати глядацького голосування | Результати глядацького голосування | Результати глядацького голосування | Результати глядацького голосування | Результати глядацького голосування | Результати глядацького голосування | Результати глядацького голосування | Результати глядацького голосування | Результати глядацького голосування | Результати глядацького голосування | Результати глядацького голосування | Результати глядацького голосування | Результати глядацького голосування | Результати глядацького голосування | Результати глядацького голосування | Результати глядацького голосування | Результати глядацького голосування | Результати глядацького голосування | Результати глядацького голосування | Результати глядацького голосування | Результати глядацького голосування | Результати глядацького голосування | Результати глядацького голосування |
| Голосування: 100% Глядачі 100% Журі | Голосування: 100% Глядачі 100% Журі | Підсумок                           | Голосування журі                   | Швеція                             | Грузія                             | Австралія                          | Албанія                            | Бельгія                            | Чорногорія                         | Фінляндія                          | Азербайджан                        | Португалія                         | Греція                             | Польща                             | Молдова                            | Ісландія                           | Чехія                              | Кіпр                               | Вірменія                           | Словенія                           | Латвія                             | Італія                             | Іспанія                            | Велика Британія                    |                                    |                                    |                                    |                                    |                                    |                                    |                                    |                                    |                                    |                                    |                                    |                                    |                                    |                                    |                                    |                                    |                                    |                                    |                                    |                                    |                                    |
| Голосування: 100% Глядачі 100% Журі | Голосування: 100% Глядачі 100% Журі | Підсумок                           |                                    |                                    |                                    |                                    |                                    |                                    |                                    |                                    |                                    |                                    |                                    |                                    |                                    |                                    |                                    |                                    |                                    |                                    |                                    |                                    |                                    |                                    |                                    |                                    |                                    |                                    |                                    |                                    |                                    |                                    |                                    |                                    |                                    |                                    |                                    |                                    |                                    |                                    |                                    |                                    |                                    |                                    |                                    |
| Країни-учасниці                     | Швеція                              | 227                                | 124                                | style="background:#AAAAAA;"        | 4                                  | 8                                  | 10                                 | 5                                  | 3                                  | 7                                  | 6                                  | 10                                 | 3                                  | 5                                  | 1                                  | 10                                 | 2                                  | 5                                  | 4                                  | 5                                  | 7                                  | 1                                  | 6                                  | 1                                  |                                    |                                    |                                    |                                    |                                    |                                    |                                    |                                    |                                    |                                    |                                    |                                    |                                    |                                    |                                    |                                    |                                    |                                    |                                    |                                    |                                    |
| Країни-учасниці                     | Грузія                              | 99                                 | 62                                 |                                    | style="background:#AAAAAA;"        |                                    |                                    |                                    |                                    |                                    | 12                                 | 6                                  | 6                                  |                                    | 2                                  |                                    |                                    | 1                                  | 8                                  |                                    |                                    | 2                                  |                                    |                                    |                                    |                                    |                                    |                                    |                                    |                                    |                                    |                                    |                                    |                                    |                                    |                                    |                                    |                                    |                                    |                                    |                                    |                                    |                                    |                                    |                                    |
| Країни-учасниці                     | Австралія                           | 160                                | 139                                | 2                                  |                                    | style="background:#AAAAAA;"        | 1                                  | 1                                  | 1                                  |                                    | 2                                  |                                    |                                    |                                    |                                    | 6                                  |                                    | 2                                  | 3                                  | 3                                  |                                    |                                    |                                    |                                    |                                    |                                    |                                    |                                    |                                    |                                    |                                    |                                    |                                    |                                    |                                    |                                    |                                    |                                    |                                    |                                    |                                    |                                    |                                    |                                    |                                    |
| Країни-учасниці                     | Албанія                             | 76                                 | 38                                 |                                    |                                    |                                    | style="background:#AAAAAA;"        |                                    | 12                                 |                                    | 3                                  |                                    | 5                                  |                                    | 10                                 |                                    |                                    |                                    |                                    | 1                                  |                                    | 7                                  |                                    |                                    |                                    |                                    |                                    |                                    |                                    |                                    |                                    |                                    |                                    |                                    |                                    |                                    |                                    |                                    |                                    |                                    |                                    |                                    |                                    |                                    |                                    |
| Країни-учасниці                     | Бельгія                             | 165                                | 40                                 | 10                                 | 5                                  | 4                                  | 8                                  | style="background:#AAAAAA;"        | 2                                  | 10                                 | 7                                  | 8                                  | 4                                  | 8                                  |                                    | 7                                  | 6                                  | 4                                  | 6                                  | 8                                  | 10                                 | 6                                  | 8                                  | 4                                  |                                    |                                    |                                    |                                    |                                    |                                    |                                    |                                    |                                    |                                    |                                    |                                    |                                    |                                    |                                    |                                    |                                    |                                    |                                    |                                    |                                    |
| Країни-учасниці                     | Чорногорія                          | 56                                 | 17                                 | 1                                  |                                    | 7                                  |                                    |                                    | style="background:#AAAAAA;"        | 3                                  | 5                                  |                                    |                                    |                                    | 8                                  | 2                                  |                                    |                                    | 1                                  | 6                                  |                                    | 5                                  | 1                                  |                                    |                                    |                                    |                                    |                                    |                                    |                                    |                                    |                                    |                                    |                                    |                                    |                                    |                                    |                                    |                                    |                                    |                                    |                                    |                                    |                                    |                                    |
| Країни-учасниці                     | Фінляндія                           | 92                                 | 41                                 | 8                                  |                                    | 2                                  | 5                                  | 3                                  |                                    | style="background:#AAAAAA;"        |                                    | 7                                  | 1                                  | 4                                  |                                    | 3                                  | 3                                  |                                    |                                    | 2                                  | 5                                  |                                    | 5                                  | 3                                  |                                    |                                    |                                    |                                    |                                    |                                    |                                    |                                    |                                    |                                    |                                    |                                    |                                    |                                    |                                    |                                    |                                    |                                    |                                    |                                    |                                    |
| Країни-учасниці                     | Азербайджан                         | 150                                | 87                                 |                                    | 12                                 | 1                                  |                                    |                                    | 6                                  |                                    | style="background:#AAAAAA;"        | 1                                  |                                    |                                    | 12                                 |                                    | 12                                 | 10                                 |                                    | 7                                  | 2                                  |                                    |                                    |                                    |                                    |                                    |                                    |                                    |                                    |                                    |                                    |                                    |                                    |                                    |                                    |                                    |                                    |                                    |                                    |                                    |                                    |                                    |                                    |                                    |                                    |
| Країни-учасниці                     | Португалія                          | 370                                | 173                                | 12                                 | 8                                  | 10                                 | 12                                 | 12                                 | 7                                  | 12                                 | 8                                  | style="background:#AAAAAA;"        | 10                                 | 12                                 | 6                                  | 12                                 | 7                                  | 6                                  | 7                                  | 12                                 | 12                                 | 10                                 | 12                                 | 10                                 |                                    |                                    |                                    |                                    |                                    |                                    |                                    |                                    |                                    |                                    |                                    |                                    |                                    |                                    |                                    |                                    |                                    |                                    |                                    |                                    |                                    |
| Країни-учасниці                     | Греція                              | 115                                | 61                                 |                                    | 2                                  | 3                                  | 6                                  | 6                                  | 4                                  |                                    |                                    | 5                                  | style="background:#AAAAAA;"        | 2                                  |                                    |                                    |                                    | 12                                 | 5                                  |                                    |                                    | 4                                  |                                    | 5                                  |                                    |                                    |                                    |                                    |                                    |                                    |                                    |                                    |                                    |                                    |                                    |                                    |                                    |                                    |                                    |                                    |                                    |                                    |                                    |                                    |                                    |
| Країни-учасниці                     | Польща                              | 119                                | 50                                 | 6                                  | 3                                  |                                    | 2                                  | 8                                  |                                    |                                    | 1                                  |                                    | 2                                  | style="background:#AAAAAA;"        | 3                                  | 5                                  | 8                                  | 3                                  | 2                                  |                                    | 3                                  | 8                                  | 3                                  | 12                                 |                                    |                                    |                                    |                                    |                                    |                                    |                                    |                                    |                                    |                                    |                                    |                                    |                                    |                                    |                                    |                                    |                                    |                                    |                                    |                                    |                                    |
| Країни-учасниці                     | Молдова                             | 291                                | 111                                | 5                                  | 6                                  | 12                                 | 7                                  | 10                                 | 10                                 | 8                                  | 10                                 | 12                                 | 7                                  | 10                                 | style="background:#AAAAAA;"        | 8                                  | 10                                 | 7                                  | 10                                 | 10                                 | 8                                  | 12                                 | 10                                 | 8                                  |                                    |                                    |                                    |                                    |                                    |                                    |                                    |                                    |                                    |                                    |                                    |                                    |                                    |                                    |                                    |                                    |                                    |                                    |                                    |                                    |                                    |
| Країни-учасниці                     | Ісландія                            | 60                                 | 29                                 | 7                                  | 1                                  |                                    | 4                                  |                                    |                                    | 5                                  |                                    |                                    |                                    | 1                                  |                                    | style="background:#AAAAAA;"        |                                    |                                    |                                    |                                    | 4                                  |                                    | 7                                  | 2                                  |                                    |                                    |                                    |                                    |                                    |                                    |                                    |                                    |                                    |                                    |                                    |                                    |                                    |                                    |                                    |                                    |                                    |                                    |                                    |                                    |                                    |
| Країни-учасниці                     | Чехія                               | 83                                 | 81                                 |                                    |                                    |                                    |                                    |                                    |                                    |                                    |                                    | 2                                  |                                    |                                    |                                    |                                    | style="background:#AAAAAA;"        |                                    |                                    |                                    |                                    |                                    |                                    |                                    |                                    |                                    |                                    |                                    |                                    |                                    |                                    |                                    |                                    |                                    |                                    |                                    |                                    |                                    |                                    |                                    |                                    |                                    |                                    |                                    |                                    |
| Країни-учасниці                     | Кіпр                                | 164                                | 61                                 | 4                                  | 7                                  | 6                                  | 3                                  | 4                                  | 5                                  | 6                                  |                                    | 3                                  | 12                                 | 7                                  | 7                                  | 4                                  | 4                                  | style="background:#AAAAAA;"        | 12                                 | 4                                  | 6                                  | 3                                  |                                    | 6                                  |                                    |                                    |                                    |                                    |                                    |                                    |                                    |                                    |                                    |                                    |                                    |                                    |                                    |                                    |                                    |                                    |                                    |                                    |                                    |                                    |                                    |
| Країни-учасниці                     | Вірменія                            | 152                                | 87                                 | 3                                  | 10                                 | 5                                  |                                    | 7                                  |                                    | 4                                  |                                    |                                    | 8                                  | 6                                  | 4                                  |                                    | 5                                  | 8                                  | style="background:#AAAAAA;"        |                                    | 1                                  |                                    | 4                                  |                                    |                                    |                                    |                                    |                                    |                                    |                                    |                                    |                                    |                                    |                                    |                                    |                                    |                                    |                                    |                                    |                                    |                                    |                                    |                                    |                                    |                                    |
| Країни-учасниці                     | Словенія                            | 36                                 | 16                                 |                                    |                                    |                                    |                                    | 2                                  | 8                                  | 2                                  |                                    | 4                                  |                                    | 3                                  |                                    |                                    | 1                                  |                                    |                                    | style="background:#AAAAAA;"        |                                    |                                    |                                    |                                    |                                    |                                    |                                    |                                    |                                    |                                    |                                    |                                    |                                    |                                    |                                    |                                    |                                    |                                    |                                    |                                    |                                    |                                    |                                    |                                    |                                    |
| Країни-учасниці                     | Латвія                              | 21                                 | 1                                  |                                    |                                    |                                    |                                    |                                    |                                    | 1                                  | 4                                  |                                    |                                    |                                    | 5                                  | 1                                  |                                    |                                    |                                    |                                    | style="background:#AAAAAA;"        |                                    | 2                                  | 7                                  |                                    |                                    |                                    |                                    |                                    |                                    |                                    |                                    |                                    |                                    |                                    |                                    |                                    |                                    |                                    |                                    |                                    |                                    |                                    |                                    |                                    |

### Другий півфінал
| 1  | Болгарія           | 204 | Болгарія           | 199 |
| 2  | Угорщина           | 165 | Нідерланди         | 149 |
| 3  | Румунія            | 148 | Норвегія           | 137 |
| 4  | Ізраїль            | 132 | Австрія            | 115 |
| 5  | Хорватія           | 104 | Данія              | 96  |
| 6  | Естонія            | 69  | Ізраїль            | 75  |
| 7  | Білорусь           | 55  | Угорщина           | 66  |
| 8  | Норвегія           | 52  | Мальта             | 55  |
| 9  | Нідерланди         | 51  | Білорусь           | 55  |
| 10 | Швейцарія          | 49  | Сербія             | 53  |
| 11 | Сербія             | 45  | Швейцарія          | 48  |
| 12 | Ірландія           | 41  | Ірландія           | 45  |
| 13 | Північна Македонія | 40  | Хорватія           | 37  |
| 14 | Австрія            | 32  | Північна Македонія | 29  |
| 15 | Литва              | 25  | Румунія            | 26  |
| 16 | Данія              | 5   | Литва              | 17  |
| 17 | Сан-Марино         | 1   | Естонія            | 16  |
| 18 | Мальта             | 0   | Сан-Марино         | 0   |

| Голосування: 100% Глядачі 100% Журі | Голосування: 100% Глядачі 100% Журі | Результати голосування журі | Результати голосування журі | Результати голосування журі | Результати голосування журі | Результати голосування журі | Результати голосування журі | Результати голосування журі | Результати голосування журі | Результати голосування журі | Результати голосування журі | Результати голосування журі | Результати голосування журі | Результати голосування журі | Результати голосування журі | Результати голосування журі | Результати голосування журі | Результати голосування журі | Результати голосування журі | Результати голосування журі | Результати голосування журі | Результати голосування журі | Результати голосування журі | Результати голосування журі | Результати голосування журі | Результати голосування журі | Результати голосування журі | Результати голосування журі | Результати голосування журі | Результати голосування журі | Результати голосування журі | Результати голосування журі | Результати голосування журі | Результати голосування журі | Результати голосування журі | Результати голосування журі | Результати голосування журі | Результати голосування журі | Результати голосування журі | Результати голосування журі | Результати голосування журі | Результати голосування журі | Результати голосування журі | Результати голосування журі | Результати голосування журі |
| Голосування: 100% Глядачі 100% Журі | Голосування: 100% Глядачі 100% Журі | Підсумок                    | Глядацьке голосування       | Сербія                      | Австрія                     | Північна Македонія          | Мальта                      | Румунія                     | Нідерланди                  | Угорщина                    | Данія                       | Ірландія                    | Сан-Марино                  | Хорватія                    | Норвегія                    | Швейцарія                   | Білорусь                    | Болгарія                    | Литва                       | Естонія                     | Ізраїль                     | Франція                     | Німеччина                   | Україна                     |                             |                             |                             |                             |                             |                             |                             |                             |                             |                             |                             |                             |                             |                             |                             |                             |                             |                             |                             |                             |                             |
| Голосування: 100% Глядачі 100% Журі | Голосування: 100% Глядачі 100% Журі | Підсумок                    |                             |                             |                             |                             |                             |                             |                             |                             |                             |                             |                             |                             |                             |                             |                             |                             |                             |                             |                             |                             |                             |                             |                             |                             |                             |                             |                             |                             |                             |                             |                             |                             |                             |                             |                             |                             |                             |                             |                             |                             |                             |                             |                             |
| Країни-учасниці                     | Сербія                              | 98                          | 45                          | style="background:#AAAAAA;" |                             |                             | 2                           |                             | 6                           | 4                           | 8                           | 2                           | 2                           | 2                           | 6                           | 6                           | 4                           | 2                           |                             | 1                           |                             | 1                           | 7                           |                             |                             |                             |                             |                             |                             |                             |                             |                             |                             |                             |                             |                             |                             |                             |                             |                             |                             |                             |                             |                             |                             |
| Країни-учасниці                     | Австрія                             | 147                         | 32                          | 6                           | style="background:#AAAAAA;" | 3                           |                             | 5                           | 8                           | 8                           | 7                           | 10                          | 7                           | 5                           | 4                           | 7                           | 6                           | 12                          | 4                           | 5                           | 8                           | 4                           | 6                           |                             |                             |                             |                             |                             |                             |                             |                             |                             |                             |                             |                             |                             |                             |                             |                             |                             |                             |                             |                             |                             |                             |
| Країни-учасниці                     | Північна Македонія                  | 69                          | 40                          | 5                           |                             | style="background:#AAAAAA;" | 8                           |                             |                             | 2                           |                             |                             |                             |                             | 3                           |                             |                             |                             |                             |                             |                             | 8                           |                             | 3                           |                             |                             |                             |                             |                             |                             |                             |                             |                             |                             |                             |                             |                             |                             |                             |                             |                             |                             |                             |                             |                             |
| Країни-учасниці                     | Мальта                              | 55                          | 0                           | 2                           | 6                           | 8                           | style="background:#AAAAAA;" | 1                           | 3                           |                             |                             | 5                           | 1                           | 1                           |                             |                             | 5                           | 7                           | 1                           | 4                           | 2                           | 6                           | 3                           |                             |                             |                             |                             |                             |                             |                             |                             |                             |                             |                             |                             |                             |                             |                             |                             |                             |                             |                             |                             |                             |                             |
| Країни-учасниці                     | Румунія                             | 174                         | 148                         |                             |                             | 10                          | 4                           | style="background:#AAAAAA;" | 1                           |                             |                             | 4                           |                             |                             |                             |                             |                             |                             |                             |                             | 3                           |                             |                             | 4                           |                             |                             |                             |                             |                             |                             |                             |                             |                             |                             |                             |                             |                             |                             |                             |                             |                             |                             |                             |                             |                             |
| Країни-учасниці                     | Нідерланди                          | 200                         | 51                          | 8                           | 8                           | 6                           | 6                           | 12                          | style="background:#AAAAAA;" | 10                          | 10                          | 3                           | 12                          | 12                          | 8                           | 8                           | 8                           | 8                           | 5                           | 6                           |                             | 5                           | 8                           | 6                           |                             |                             |                             |                             |                             |                             |                             |                             |                             |                             |                             |                             |                             |                             |                             |                             |                             |                             |                             |                             |                             |
| Країни-учасниці                     | Угорщина                            | 231                         | 165                         | 12                          | 3                           | 5                           |                             |                             |                             | style="background:#AAAAAA;" | 3                           |                             | 3                           | 10                          | 2                           | 5                           |                             |                             | 2                           | 2                           | 12                          |                             |                             | 7                           |                             |                             |                             |                             |                             |                             |                             |                             |                             |                             |                             |                             |                             |                             |                             |                             |                             |                             |                             |                             |                             |
| Країни-учасниці                     | Данія                               | 101                         | 5                           | 4                           |                             | 7                           | 5                           | 10                          | 10                          | 6                           | style="background:#AAAAAA;" | 1                           | 5                           | 8                           | 10                          | 3                           | 2                           | 4                           | 6                           | 8                           | 4                           | 2                           | 1                           |                             |                             |                             |                             |                             |                             |                             |                             |                             |                             |                             |                             |                             |                             |                             |                             |                             |                             |                             |                             |                             |                             |
| Країни-учасниці                     | Ірландія                            | 86                          | 41                          |                             | 10                          |                             | 1                           | 3                           |                             | 5                           | 2                           | style="background:#AAAAAA;" |                             |                             |                             | 2                           |                             | 1                           | 8                           | 7                           |                             |                             | 4                           | 2                           |                             |                             |                             |                             |                             |                             |                             |                             |                             |                             |                             |                             |                             |                             |                             |                             |                             |                             |                             |                             |                             |
| Країни-учасниці                     | Сан-Марино                          | 1                           | 1                           |                             |                             |                             |                             |                             |                             |                             |                             |                             | style="background:#AAAAAA;" |                             |                             |                             |                             |                             |                             |                             |                             |                             |                             |                             |                             |                             |                             |                             |                             |                             |                             |                             |                             |                             |                             |                             |                             |                             |                             |                             |                             |                             |                             |                             |                             |
| Країни-учасниці                     | Хорватія                            | 141                         | 104                         | 3                           | 1                           |                             |                             | 7                           | 2                           |                             |                             |                             | 4                           | style="background:#AAAAAA;" | 1                           |                             | 3                           | 6                           |                             |                             |                             |                             | 5                           | 5                           |                             |                             |                             |                             |                             |                             |                             |                             |                             |                             |                             |                             |                             |                             |                             |                             |                             |                             |                             |                             |                             |
| Країни-учасниці                     | Норвегія                            | 189                         | 52                          | 1                           | 5                           |                             |                             | 2                           | 7                           | 7                           | 12                          | 7                           | 10                          | 4                           | style="background:#AAAAAA;" | 10                          | 10                          | 5                           | 12                          | 10                          | 10                          | 3                           | 12                          | 10                          |                             |                             |                             |                             |                             |                             |                             |                             |                             |                             |                             |                             |                             |                             |                             |                             |                             |                             |                             |                             |                             |
| Країни-учасниці                     | Швейцарія                           | 97                          | 49                          |                             | 4                           | 1                           |                             | 6                           | 4                           |                             | 4                           | 8                           |                             |                             | 5                           | style="background:#AAAAAA;" |                             | 3                           | 7                           | 3                           | 1                           |                             | 2                           |                             |                             |                             |                             |                             |                             |                             |                             |                             |                             |                             |                             |                             |                             |                             |                             |                             |                             |                             |                             |                             |                             |
| Країни-учасниці                     | Білорусь                            | 110                         | 55                          |                             | 7                           |                             | 7                           |                             |                             | 3                           |                             |                             |                             | 7                           |                             | 1                           | style="background:#AAAAAA;" |                             | 3                           |                             | 5                           | 10                          |                             | 12                          |                             |                             |                             |                             |                             |                             |                             |                             |                             |                             |                             |                             |                             |                             |                             |                             |                             |                             |                             |                             |                             |
| Країни-учасниці                     | Болгарія                            | 403                         | 204                         | 10                          | 12                          | 12                          | 12                          | 8                           | 12                          | 12                          | 6                           | 12                          | 8                           | 6                           | 12                          | 12                          | 12                          | style="background:#AAAAAA;" | 10                          | 12                          | 6                           | 7                           | 10                          | 8                           |                             |                             |                             |                             |                             |                             |                             |                             |                             |                             |                             |                             |                             |                             |                             |                             |                             |                             |                             |                             |                             |
| Країни-учасниці                     | Литва                               | 42                          | 25                          |                             |                             | 4                           |                             |                             |                             |                             |                             |                             | 6                           |                             |                             |                             | 7                           |                             | style="background:#AAAAAA;" |                             |                             |                             |                             |                             |                             |                             |                             |                             |                             |                             |                             |                             |                             |                             |                             |                             |                             |                             |                             |                             |                             |                             |                             |                             |                             |
| Країни-учасниці                     | Естонія                             | 85                          | 69                          |                             | 2                           | 2                           | 3                           |                             |                             |                             | 1                           |                             |                             |                             |                             |                             | 1                           |                             |                             | style="background:#AAAAAA;" | 7                           |                             |                             |                             |                             |                             |                             |                             |                             |                             |                             |                             |                             |                             |                             |                             |                             |                             |                             |                             |                             |                             |                             |                             |                             |
| Країни-учасниці                     | Ізраїль                             | 207                         | 132                         | 7                           |                             |                             | 10                          | 4                           | 5                           | 1                           | 5                           | 6                           |                             | 3                           | 7                           | 4                           |                             | 10                          |                             |                             | style="background:#AAAAAA;" | 12                          |                             | 1                           |                             |                             |                             |                             |                             |                             |                             |                             |                             |                             |                             |                             |                             |                             |                             |                             |                             |                             |                             |                             |                             |

| Голосування: 100% Глядачі 100% Журі | Голосування: 100% Глядачі 100% Журі | Результати глядацького голосування | Результати глядацького голосування | Результати глядацького голосування | Результати глядацького голосування | Результати глядацького голосування | Результати глядацького голосування | Результати глядацького голосування | Результати глядацького голосування | Результати глядацького голосування | Результати глядацького голосування | Результати глядацького голосування | Результати глядацького голосування | Результати глядацького голосування | Результати глядацького голосування | Результати глядацького голосування | Результати глядацького голосування | Результати глядацького голосування | Результати глядацького голосування | Результати глядацького голосування | Результати глядацького голосування | Результати глядацького голосування | Результати глядацького голосування | Результати глядацького голосування | Результати глядацького голосування | Результати глядацького голосування | Результати глядацького голосування | Результати глядацького голосування | Результати глядацького голосування | Результати глядацького голосування | Результати глядацького голосування | Результати глядацького голосування | Результати глядацького голосування | Результати глядацького голосування | Результати глядацького голосування | Результати глядацького голосування | Результати глядацького голосування | Результати глядацького голосування | Результати глядацького голосування | Результати глядацького голосування | Результати глядацького голосування | Результати глядацького голосування | Результати глядацького голосування | Результати глядацького голосування | Результати глядацького голосування |
| Голосування: 100% Глядачі 100% Журі | Голосування: 100% Глядачі 100% Журі | Підсумок                           | Голосування журі                   | Сербія                             | Австрія                            | Північна Македонія                 | Мальта                             | Румунія                            | Нідерланди                         | Угорщина                           | Данія                              | Ірландія                           | Сан-Марино                         | Хорватія                           | Норвегія                           | Швейцарія                          | Білорусь                           | Болгарія                           | Литва                              | Естонія                            | Ізраїль                            | Франція                            | Німеччина                          | Україна                            |                                    |                                    |                                    |                                    |                                    |                                    |                                    |                                    |                                    |                                    |                                    |                                    |                                    |                                    |                                    |                                    |                                    |                                    |                                    |                                    |                                    |
| Голосування: 100% Глядачі 100% Журі | Голосування: 100% Глядачі 100% Журі | Підсумок                           |                                    |                                    |                                    |                                    |                                    |                                    |                                    |                                    |                                    |                                    |                                    |                                    |                                    |                                    |                                    |                                    |                                    |                                    |                                    |                                    |                                    |                                    |                                    |                                    |                                    |                                    |                                    |                                    |                                    |                                    |                                    |                                    |                                    |                                    |                                    |                                    |                                    |                                    |                                    |                                    |                                    |                                    |                                    |
| Країни-учасниці                     | Сербія                              | 98                                 | 53                                 | style="background:#AAAAAA;"        | 6                                  | 12                                 |                                    |                                    |                                    |                                    |                                    |                                    |                                    | 10                                 |                                    | 12                                 |                                    |                                    |                                    |                                    |                                    | 5                                  |                                    |                                    |                                    |                                    |                                    |                                    |                                    |                                    |                                    |                                    |                                    |                                    |                                    |                                    |                                    |                                    |                                    |                                    |                                    |                                    |                                    |                                    |                                    |
| Країни-учасниці                     | Австрія                             | 147                                | 115                                | 1                                  | style="background:#AAAAAA;"        |                                    | 1                                  | 4                                  | 6                                  | 3                                  | 3                                  |                                    | 1                                  | 4                                  |                                    | 2                                  |                                    |                                    |                                    |                                    | 3                                  |                                    | 4                                  |                                    |                                    |                                    |                                    |                                    |                                    |                                    |                                    |                                    |                                    |                                    |                                    |                                    |                                    |                                    |                                    |                                    |                                    |                                    |                                    |                                    |                                    |
| Країни-учасниці                     | Північна Македонія                  | 69                                 | 29                                 | 10                                 |                                    | style="background:#AAAAAA;"        |                                    |                                    |                                    |                                    |                                    |                                    | 4                                  | 6                                  |                                    | 3                                  |                                    | 12                                 |                                    |                                    | 5                                  |                                    |                                    |                                    |                                    |                                    |                                    |                                    |                                    |                                    |                                    |                                    |                                    |                                    |                                    |                                    |                                    |                                    |                                    |                                    |                                    |                                    |                                    |                                    |                                    |
| Країни-учасниці                     | Мальта                              | 55                                 | 55                                 |                                    |                                    |                                    | style="background:#AAAAAA;"        |                                    |                                    |                                    |                                    |                                    |                                    |                                    |                                    |                                    |                                    |                                    |                                    |                                    |                                    |                                    |                                    |                                    |                                    |                                    |                                    |                                    |                                    |                                    |                                    |                                    |                                    |                                    |                                    |                                    |                                    |                                    |                                    |                                    |                                    |                                    |                                    |                                    |                                    |
| Країни-учасниці                     | Румунія                             | 174                                | 26                                 | 6                                  | 7                                  | 3                                  | 7                                  | style="background:#AAAAAA;"        | 8                                  | 7                                  | 8                                  | 8                                  | 8                                  | 7                                  | 8                                  | 7                                  | 5                                  | 7                                  | 6                                  | 12                                 | 10                                 | 12                                 | 7                                  | 5                                  |                                    |                                    |                                    |                                    |                                    |                                    |                                    |                                    |                                    |                                    |                                    |                                    |                                    |                                    |                                    |                                    |                                    |                                    |                                    |                                    |                                    |
| Країни-учасниці                     | Нідерланди                          | 200                                | 149                                |                                    | 4                                  | 2                                  | 3                                  |                                    | style="background:#AAAAAA;"        | 6                                  | 7                                  | 5                                  | 3                                  | 2                                  | 3                                  | 4                                  |                                    | 1                                  |                                    | 2                                  | 4                                  |                                    | 5                                  |                                    |                                    |                                    |                                    |                                    |                                    |                                    |                                    |                                    |                                    |                                    |                                    |                                    |                                    |                                    |                                    |                                    |                                    |                                    |                                    |                                    |                                    |
| Країни-учасниці                     | Угорщина                            | 231                                | 66                                 | 12                                 | 12                                 | 6                                  | 6                                  | 12                                 | 10                                 | style="background:#AAAAAA;"        | 4                                  | 6                                  | 10                                 | 12                                 | 6                                  | 8                                  | 10                                 | 8                                  | 5                                  | 8                                  | 7                                  | 7                                  | 10                                 | 6                                  |                                    |                                    |                                    |                                    |                                    |                                    |                                    |                                    |                                    |                                    |                                    |                                    |                                    |                                    |                                    |                                    |                                    |                                    |                                    |                                    |                                    |
| Країни-учасниці                     | Данія                               | 101                                | 96                                 |                                    |                                    |                                    |                                    |                                    | 1                                  |                                    | style="background:#AAAAAA;"        |                                    |                                    |                                    | 4                                  |                                    |                                    |                                    |                                    |                                    |                                    |                                    |                                    |                                    |                                    |                                    |                                    |                                    |                                    |                                    |                                    |                                    |                                    |                                    |                                    |                                    |                                    |                                    |                                    |                                    |                                    |                                    |                                    |                                    |                                    |
| Країни-учасниці                     | Ірландія                            | 86                                 | 45                                 |                                    | 3                                  | 1                                  | 4                                  | 6                                  | 2                                  |                                    | 5                                  | style="background:#AAAAAA;"        | 2                                  |                                    | 2                                  |                                    | 3                                  |                                    | 4                                  | 7                                  | 1                                  | 1                                  |                                    |                                    |                                    |                                    |                                    |                                    |                                    |                                    |                                    |                                    |                                    |                                    |                                    |                                    |                                    |                                    |                                    |                                    |                                    |                                    |                                    |                                    |                                    |
| Країни-учасниці                     | Сан-Марино                          | 1                                  | 0                                  |                                    |                                    |                                    |                                    |                                    |                                    |                                    |                                    |                                    | style="background:#AAAAAA;"        |                                    |                                    |                                    |                                    |                                    |                                    |                                    |                                    |                                    | 1                                  |                                    |                                    |                                    |                                    |                                    |                                    |                                    |                                    |                                    |                                    |                                    |                                    |                                    |                                    |                                    |                                    |                                    |                                    |                                    |                                    |                                    |                                    |
| Країни-учасниці                     | Хорватія                            | 141                                | 37                                 | 7                                  | 10                                 | 8                                  | 8                                  | 5                                  | 4                                  | 10                                 |                                    | 7                                  | 6                                  | style="background:#AAAAAA;"        | 1                                  | 10                                 | 4                                  | 6                                  | 2                                  | 5                                  |                                    | 2                                  | 6                                  | 3                                  |                                    |                                    |                                    |                                    |                                    |                                    |                                    |                                    |                                    |                                    |                                    |                                    |                                    |                                    |                                    |                                    |                                    |                                    |                                    |                                    |                                    |
| Країни-учасниці                     | Норвегія                            | 189                                | 137                                | 3                                  |                                    |                                    |                                    | 2                                  | 5                                  | 5                                  | 10                                 | 2                                  |                                    |                                    | style="background:#AAAAAA;"        |                                    | 6                                  | 3                                  | 7                                  | 3                                  |                                    |                                    | 2                                  | 4                                  |                                    |                                    |                                    |                                    |                                    |                                    |                                    |                                    |                                    |                                    |                                    |                                    |                                    |                                    |                                    |                                    |                                    |                                    |                                    |                                    |                                    |
| Країни-учасниці                     | Швейцарія                           | 97                                 | 48                                 | 4                                  | 2                                  | 5                                  | 5                                  | 10                                 |                                    | 1                                  | 1                                  |                                    | 5                                  | 1                                  |                                    | style="background:#AAAAAA;"        | 2                                  | 4                                  | 1                                  |                                    | 2                                  | 4                                  |                                    | 2                                  |                                    |                                    |                                    |                                    |                                    |                                    |                                    |                                    |                                    |                                    |                                    |                                    |                                    |                                    |                                    |                                    |                                    |                                    |                                    |                                    |                                    |
| Країни-учасниці                     | Білорусь                            | 110                                | 55                                 | 2                                  | 1                                  |                                    |                                    | 1                                  | 3                                  | 2                                  |                                    | 1                                  |                                    | 3                                  |                                    |                                    | style="background:#AAAAAA;"        | 5                                  | 8                                  | 6                                  | 8                                  | 3                                  |                                    | 12                                 |                                    |                                    |                                    |                                    |                                    |                                    |                                    |                                    |                                    |                                    |                                    |                                    |                                    |                                    |                                    |                                    |                                    |                                    |                                    |                                    |                                    |
| Країни-учасниці                     | Болгарія                            | 403                                | 199                                | 8                                  | 8                                  | 10                                 | 12                                 | 8                                  | 12                                 | 12                                 | 12                                 | 10                                 | 12                                 | 8                                  | 12                                 | 6                                  | 12                                 | style="background:#AAAAAA;"        | 10                                 | 10                                 | 12                                 | 8                                  | 12                                 | 10                                 |                                    |                                    |                                    |                                    |                                    |                                    |                                    |                                    |                                    |                                    |                                    |                                    |                                    |                                    |                                    |                                    |                                    |                                    |                                    |                                    |                                    |
| Країни-учасниці                     | Литва                               | 42                                 | 17                                 |                                    |                                    |                                    |                                    |                                    |                                    |                                    |                                    | 12                                 |                                    |                                    | 10                                 |                                    | 1                                  |                                    | style="background:#AAAAAA;"        | 1                                  |                                    |                                    |                                    | 1                                  |                                    |                                    |                                    |                                    |                                    |                                    |                                    |                                    |                                    |                                    |                                    |                                    |                                    |                                    |                                    |                                    |                                    |                                    |                                    |                                    |                                    |
| Країни-учасниці                     | Естонія                             | 85                                 | 16                                 |                                    |                                    | 4                                  | 2                                  | 3                                  |                                    | 4                                  | 2                                  | 3                                  |                                    |                                    | 5                                  | 1                                  | 8                                  | 2                                  | 12                                 | style="background:#AAAAAA;"        | 6                                  | 6                                  | 3                                  | 8                                  |                                    |                                    |                                    |                                    |                                    |                                    |                                    |                                    |                                    |                                    |                                    |                                    |                                    |                                    |                                    |                                    |                                    |                                    |                                    |                                    |                                    |
| Країни-учасниці                     | Ізраїль                             | 207                                | 75                                 | 5                                  | 5                                  | 7                                  | 10                                 | 7                                  | 7                                  | 8                                  | 6                                  | 4                                  | 7                                  | 5                                  | 7                                  | 5                                  | 7                                  | 10                                 | 3                                  | 4                                  | style="background:#AAAAAA;"        | 10                                 | 8                                  | 7                                  |                                    |                                    |                                    |                                    |                                    |                                    |                                    |                                    |                                    |                                    |                                    |                                    |                                    |                                    |                                    |                                    |                                    |                                    |                                    |                                    |                                    |

### Фінал
| 1  | Португалія      | 376 | Португалія      | 382 |
| 2  | Болгарія        | 337 | Болгарія        | 278 |
| 3  | Молдова         | 264 | Швеція          | 218 |
| 4  | Бельгія         | 255 | Австралія       | 171 |
| 5  | Румунія         | 224 | Нідерланди      | 135 |
| 6  | Італія          | 208 | Норвегія        | 129 |
| 7  | Угорщина        | 152 | Італія          | 126 |
| 8  | Швеція          | 126 | Молдова         | 110 |
| 9  | Хорватія        | 103 | Бельгія         | 108 |
| 10 | Франція         | 90  | Велика Британія | 99  |
| 11 | Азербайджан     | 42  | Австрія         | 93  |
| 12 | Польща          | 41  | Азербайджан     | 78  |
| 13 | Білорусь        | 33  | Данія           | 69  |
| 14 | Кіпр            | 32  | Вірменія        | 58  |
| 15 | Норвегія        | 29  | Румунія         | 58  |
| 16 | Греція          | 29  | Білорусь        | 50  |
| 17 | Україна         | 24  | Угорщина        | 48  |
| 18 | Вірменія        | 21  | Греція          | 48  |
| 19 | Нідерланди      | 15  | Франція         | 45  |
| 20 | Велика Британія | 12  | Кіпр            | 36  |
| 21 | Данія           | 8   | Ізраїль         | 34  |
| 22 | Ізраїль         | 5   | Хорватія        | 25  |
| 23 | Іспанія         | 5   | Польща          | 23  |
| 24 | Німеччина       | 3   | Україна         | 12  |
| 25 | Австралія       | 2   | Німеччина       | 3   |
| 26 | Австрія         | 0   | Іспанія         | 0   |

| Голосування: 100% Глядачі 100% Журі | Голосування: 100% Глядачі 100% Журі | Результати голосування журі | Результати голосування журі | Результати голосування журі               | Результати голосування журі               | Результати голосування журі | Результати голосування журі | Результати голосування журі               | Результати голосування журі | Результати голосування журі | Результати голосування журі | Результати голосування журі | Результати голосування журі               | Результати голосування журі               | Результати голосування журі               | Результати голосування журі               | Результати голосування журі | Результати голосування журі               | Результати голосування журі               | Результати голосування журі | Результати голосування журі | Результати голосування журі               | Результати голосування журі               | Результати голосування журі               | Результати голосування журі | Результати голосування журі | Результати голосування журі               | Результати голосування журі               | Результати голосування журі               | Результати голосування журі               | Результати голосування журі | Результати голосування журі               | Результати голосування журі | Результати голосування журі | Результати голосування журі               | Результати голосування журі               | Результати голосування журі               | Результати голосування журі               | Результати голосування журі | Результати голосування журі               | Результати голосування журі               | Результати голосування журі               | Результати голосування журі               | Результати голосування журі | Результати голосування журі |
| Голосування: 100% Глядачі 100% Журі | Голосування: 100% Глядачі 100% Журі | Підсумок                    | Глядацьке голосування       | Швеція                                    | Азербайджан                               | Сан-Марино                  | Латвія                      | Ізраїль                                   | Чорногорія                  | Албанія                     | Мальта                      | Північна Македонія          | Данія                                     | Австрія                                   | Норвегія                                  | Іспанія                                   | Фінляндія                   | Франція                                   | Греція                                    | Литва                       | Естонія                     | Молдова                                   | Вірменія                                  | Болгарія                                  | Ісландія                    | Сербія                      | Австралія                                 | Італія                                    | Німеччина                                 | Португалія                                | Швейцарія                   | Нідерланди                                | Ірландія                    | Грузія                      | Кіпр                                      | Білорусь                                  | Румунія                                   | Угорщина                                  | Словенія                    | Бельгія                                   | Польща                                    | Велика Британія                           | Хорватія                                  | Чехія                       | Україна                     |
| Голосування: 100% Глядачі 100% Журі | Голосування: 100% Глядачі 100% Журі | Підсумок                    |                             |                                           |                                           |                             |                             |                                           |                             |                             |                             |                             |                                           |                                           |                                           |                                           |                             |                                           |                                           |                             |                             |                                           |                                           |                                           |                             |                             |                                           |                                           |                                           |                                           |                             |                                           |                             |                             |                                           |                                           |                                           |                                           |                             |                                           |                                           |                                           |                                           |                             |                             |
| Країни-учасниці                     | Ізраїль                             | 39                          | 5                           |                                           | 4                                         |                             |                             | style="text-align:left; background:#aaa;" |                             |                             | 7                           |                             |                                           |                                           | 5                                         |                                           |                             | 6                                         |                                           |                             |                             |                                           |                                           | 8                                         |                             | 1                           |                                           |                                           |                                           |                                           |                             |                                           |                             |                             |                                           | 1                                         | 2                                         |                                           |                             |                                           |                                           |                                           |                                           |                             |                             |
| Країни-учасниці                     | Польща                              | 64                          | 41                          |                                           | 6                                         | 1                           |                             |                                           |                             |                             |                             |                             |                                           |                                           |                                           |                                           |                             |                                           |                                           |                             |                             |                                           |                                           | 7                                         |                             |                             | 2                                         |                                           |                                           |                                           |                             |                                           |                             |                             |                                           | 2                                         |                                           |                                           | 4                           |                                           | style="text-align:left; background:#aaa;" |                                           |                                           | 1                           |                             |
| Країни-учасниці                     | Білорусь                            | 83                          | 33                          |                                           | 12                                        |                             | 2                           | 1                                         |                             |                             | 2                           |                             |                                           | 7                                         |                                           |                                           |                             |                                           | 3                                         |                             |                             | 3                                         |                                           | 2                                         |                             |                             |                                           |                                           |                                           |                                           |                             |                                           |                             |                             |                                           | style="text-align:left; background:#aaa;" |                                           |                                           |                             |                                           |                                           | 1                                         | 5                                         |                             | 12                          |
| Країни-учасниці                     | Австрія                             | 93                          | 0                           | 4                                         |                                           |                             | 6                           |                                           | 1                           |                             |                             |                             | 7                                         | style="text-align:left; background:#aaa;" |                                           | 3                                         |                             | 1                                         |                                           | 5                           |                             | 2                                         | 1                                         | 12                                        |                             | 4                           | 3                                         | 1                                         | 2                                         | 10                                        |                             | 3                                         | 7                           | 5                           |                                           | 4                                         | 1                                         |                                           |                             | 3                                         |                                           | 3                                         | 1                                         | 4                           |                             |
| Країни-учасниці                     | Вірменія                            | 79                          | 21                          |                                           |                                           | 4                           |                             |                                           | 4                           | 7                           | 1                           |                             | 1                                         |                                           |                                           |                                           |                             |                                           | 8                                         | 3                           |                             | 6                                         | style="text-align:left; background:#aaa;" | 4                                         |                             | 5                           | 1                                         | 4                                         |                                           |                                           |                             |                                           |                             | 3                           |                                           |                                           |                                           | 2                                         | 3                           |                                           | 2                                         |                                           |                                           |                             |                             |
| Країни-учасниці                     | Нідерланди                          | 150                         | 15                          | 3                                         |                                           | 7                           |                             |                                           |                             |                             |                             |                             | 5                                         | 12                                        | 4                                         | 1                                         |                             | 4                                         |                                           | 2                           | 4                           |                                           |                                           | 10                                        |                             |                             | 4                                         |                                           | 7                                         | 3                                         | 7                           | style="text-align:left; background:#aaa;" | 4                           | 1                           |                                           | 5                                         | 12                                        | 8                                         | 1                           |                                           | 8                                         | 4                                         | 8                                         | 8                           | 3                           |
| Країни-учасниці                     | Молдова                             | 374                         | 264                         | 8                                         | 10                                        |                             | 1                           | 3                                         |                             |                             |                             | 6                           | 3                                         |                                           | 2                                         | 7                                         | 3                           |                                           | 7                                         |                             |                             | style="text-align:left; background:#aaa;" | 8                                         |                                           |                             | 7                           | 10                                        | 8                                         |                                           | 6                                         |                             |                                           |                             |                             |                                           |                                           | 8                                         |                                           |                             |                                           |                                           | 6                                         |                                           | 3                           | 4                           |
| Країни-учасниці                     | Угорщина                            | 200                         | 152                         |                                           |                                           |                             |                             |                                           |                             |                             | 3                           |                             |                                           | 5                                         |                                           |                                           |                             |                                           |                                           |                             | 1                           | 1                                         |                                           |                                           | 4                           | 10                          |                                           |                                           | 1                                         |                                           | 3                           |                                           |                             |                             |                                           |                                           |                                           | style="text-align:left; background:#aaa;" |                             |                                           |                                           |                                           | 12                                        |                             | 8                           |
| Країни-учасниці                     | Італія                              | 334                         | 208                         | 6                                         |                                           | 3                           |                             | 2                                         | 8                           | 12                          | 12                          |                             |                                           | 6                                         | 7                                         | 10                                        | 7                           | 10                                        | 4                                         | 8                           |                             |                                           | 2                                         |                                           | 5                           | 8                           |                                           | style="text-align:left; background:#aaa;" |                                           |                                           | 2                           |                                           |                             | 2                           | 10                                        |                                           |                                           |                                           | 2                           |                                           |                                           |                                           |                                           |                             |                             |
| Країни-учасниці                     | Данія                               | 77                          | 8                           | 5                                         |                                           |                             |                             |                                           |                             |                             |                             | 7                           | style="text-align:left; background:#aaa;" |                                           | 8                                         |                                           | 4                           |                                           |                                           |                             | 5                           |                                           |                                           |                                           | 3                           |                             | 5                                         |                                           |                                           |                                           |                             | 8                                         |                             |                             |                                           | 3                                         | 5                                         | 5                                         |                             |                                           |                                           | 2                                         | 3                                         | 6                           |                             |
| Країни-учасниці                     | Португалія                          | 758                         | 376                         | 12                                        | 8                                         | 12                          | 12                          | 12                                        |                             | 6                           | 10                          | 10                          | 10                                        | 8                                         | 10                                        | 12                                        | 8                           | 12                                        | 5                                         | 12                          | 8                           | 7                                         | 12                                        |                                           | 12                          | 12                          | 7                                         | 5                                         | 10                                        | style="text-align:left; background:#aaa;" | 12                          | 12                                        | 5                           | 12                          | 8                                         | 10                                        | 6                                         | 12                                        | 12                          | 8                                         | 12                                        | 12                                        | 7                                         | 12                          | 10                          |
| Країни-учасниці                     | Азербайджан                         | 120                         | 42                          |                                           | style="text-align:left; background:#aaa;" | 5                           |                             |                                           |                             | 2                           |                             |                             |                                           |                                           |                                           |                                           |                             |                                           | 10                                        |                             |                             | 5                                         |                                           | 5                                         |                             |                             |                                           | 12                                        |                                           | 12                                        |                             |                                           | 1                           | 10                          | 1                                         |                                           |                                           | 4                                         |                             | 4                                         | 1                                         |                                           |                                           |                             | 6                           |
| Країни-учасниці                     | Хорватія                            | 128                         | 103                         |                                           | 1                                         |                             |                             |                                           | 5                           |                             | 6                           |                             |                                           |                                           |                                           |                                           |                             |                                           |                                           |                             |                             |                                           |                                           |                                           |                             |                             |                                           |                                           | 3                                         |                                           |                             |                                           |                             |                             |                                           |                                           | 3                                         |                                           |                             |                                           |                                           |                                           | style="text-align:left; background:#aaa;" |                             | 7                           |
| Країни-учасниці                     | Австралія                           | 173                         | 2                           | 10                                        |                                           |                             | 5                           |                                           |                             | 4                           |                             | 8                           | 8                                         |                                           | 3                                         | 8                                         | 10                          | 2                                         |                                           | 1                           | 7                           | 4                                         |                                           |                                           | 10                          | 3                           | style="text-align:left; background:#aaa;" |                                           | 5                                         | 5                                         | 4                           | 4                                         |                             |                             | 4                                         | 7                                         | 4                                         | 7                                         | 7                           | 6                                         | 7                                         | 10                                        | 6                                         | 10                          | 2                           |
| Країни-учасниці                     | Греція                              | 77                          | 29                          |                                           | 5                                         |                             |                             |                                           | 12                          | 1                           |                             |                             |                                           |                                           |                                           | 2                                         |                             |                                           | style="text-align:left; background:#aaa;" |                             |                             |                                           | 10                                        | 6                                         |                             |                             |                                           |                                           |                                           |                                           |                             |                                           |                             |                             | 12                                        |                                           |                                           |                                           |                             |                                           |                                           |                                           |                                           |                             |                             |
| Країни-учасниці                     | Іспанія                             | 5                           | 5                           |                                           |                                           |                             |                             |                                           |                             |                             |                             |                             |                                           |                                           |                                           | style="text-align:left; background:#aaa;" |                             |                                           |                                           |                             |                             |                                           |                                           |                                           |                             |                             |                                           |                                           |                                           |                                           |                             |                                           |                             |                             |                                           |                                           |                                           |                                           |                             |                                           |                                           |                                           |                                           |                             |                             |
| Країни-учасниці                     | Норвегія                            | 158                         | 29                          |                                           |                                           | 10                          | 7                           | 5                                         |                             |                             |                             | 2                           | 6                                         | 3                                         | style="text-align:left; background:#aaa;" |                                           | 1                           | 7                                         |                                           | 10                          | 10                          |                                           | 5                                         |                                           | 1                           |                             |                                           | 3                                         | 12                                        | 2                                         | 5                           | 7                                         | 2                           | 7                           |                                           | 6                                         |                                           | 6                                         |                             | 7                                         | 3                                         |                                           | 2                                         |                             |                             |
| Країни-учасниці                     | Велика Британія                     | 111                         | 12                          |                                           |                                           | 6                           | 4                           |                                           |                             | 8                           |                             | 3                           |                                           | 1                                         | 1                                         |                                           | 2                           | 3                                         | 1                                         |                             | 6                           |                                           | 4                                         |                                           | 7                           |                             | 12                                        |                                           | 6                                         |                                           |                             | 5                                         |                             |                             | 5                                         |                                           |                                           | 3                                         | 10                          | 2                                         | 5                                         | style="text-align:left; background:#aaa;" |                                           | 5                           |                             |
| Країни-учасниці                     | Кіпр                                | 68                          | 32                          | 2                                         |                                           |                             |                             |                                           |                             |                             |                             |                             |                                           |                                           |                                           |                                           | 5                           |                                           | 12                                        |                             |                             |                                           | 7                                         |                                           |                             |                             |                                           |                                           |                                           | 1                                         |                             |                                           |                             | 4                           | style="text-align:left; background:#aaa;" |                                           |                                           |                                           |                             | 5                                         |                                           |                                           |                                           |                             |                             |
| Країни-учасниці                     | Румунія                             | 282                         | 224                         |                                           | 3                                         |                             | 3                           |                                           | 10                          | 3                           | 5                           | 4                           |                                           |                                           |                                           |                                           |                             |                                           | 6                                         |                             |                             | 12                                        |                                           | 3                                         |                             |                             |                                           |                                           |                                           |                                           |                             | 1                                         | 8                           |                             |                                           |                                           | style="text-align:left; background:#aaa;" |                                           |                             |                                           |                                           |                                           |                                           |                             |                             |
| Країни-учасниці                     | Німеччина                           | 6                           | 3                           |                                           |                                           |                             |                             |                                           |                             |                             |                             |                             |                                           |                                           |                                           |                                           |                             |                                           |                                           |                             |                             |                                           |                                           |                                           |                             |                             |                                           |                                           | style="text-align:left; background:#aaa;" |                                           |                             |                                           | 3                           |                             |                                           |                                           |                                           |                                           |                             |                                           |                                           |                                           |                                           |                             |                             |
| Країни-учасниці                     | Україна                             | 36                          | 24                          |                                           | 7                                         |                             |                             | 4                                         |                             |                             |                             |                             |                                           |                                           |                                           |                                           |                             |                                           |                                           |                             |                             |                                           |                                           | 1                                         |                             |                             |                                           |                                           |                                           |                                           |                             |                                           |                             |                             |                                           |                                           |                                           |                                           |                             |                                           |                                           |                                           |                                           |                             |                             |
| Країни-учасниці                     | Бельгія                             | 363                         | 255                         | 1                                         |                                           | 8                           | 10                          | 8                                         | 6                           |                             |                             |                             | 2                                         | 2                                         |                                           | 4                                         |                             |                                           |                                           | 4                           | 2                           |                                           |                                           |                                           | 2                           |                             |                                           | 7                                         |                                           | 8                                         | 6                           | 2                                         | 12                          |                             | 3                                         |                                           |                                           |                                           | 5                           | style="text-align:left; background:#aaa;" | 10                                        | 5                                         |                                           |                             | 1                           |
| Країни-учасниці                     | Швеція                              | 344                         | 126                         | style="text-align:left; background:#aaa;" |                                           |                             |                             | 10                                        | 7                           |                             |                             | 1                           | 12                                        | 4                                         | 6                                         | 5                                         | 12                          | 8                                         |                                           | 6                           | 3                           | 8                                         | 6                                         |                                           | 8                           | 2                           | 6                                         | 10                                        | 4                                         | 7                                         | 10                          | 6                                         | 6                           | 8                           | 6                                         | 8                                         | 7                                         | 1                                         | 6                           | 12                                        | 4                                         | 8                                         | 4                                         | 7                           |                             |
| Країни-учасниці                     | Болгарія                            | 615                         | 337                         | 7                                         | 2                                         | 2                           | 8                           | 7                                         | 2                           | 10                          | 8                           | 12                          | 4                                         | 10                                        | 12                                        | 6                                         | 6                           | 5                                         | 2                                         | 7                           | 12                          | 10                                        |                                           | style="text-align:left; background:#aaa;" | 6                           | 6                           | 8                                         | 2                                         | 8                                         |                                           | 8                           | 10                                        | 10                          | 6                           | 7                                         | 12                                        | 10                                        | 10                                        | 8                           | 10                                        | 6                                         | 7                                         | 10                                        | 2                           |                             |
| Країни-учасниці                     | Франція                             | 135                         | 90                          |                                           |                                           |                             |                             | 6                                         | 3                           | 5                           | 4                           | 5                           |                                           |                                           |                                           |                                           |                             | style="text-align:left; background:#aaa;" |                                           |                             |                             |                                           | 3                                         |                                           |                             |                             |                                           | 6                                         |                                           | 4                                         | 1                           |                                           |                             |                             | 2                                         |                                           |                                           |                                           |                             | 1                                         |                                           |                                           |                                           |                             | 5                           |

| Голосування: 100% Глядачі 100% Журі | Голосування: 100% Глядачі 100% Журі | Результати глядацького голосування | Результати глядацького голосування | Результати глядацького голосування        | Результати глядацького голосування        | Результати глядацького голосування | Результати глядацького голосування | Результати глядацького голосування        | Результати глядацького голосування | Результати глядацького голосування | Результати глядацького голосування | Результати глядацького голосування | Результати глядацького голосування        | Результати глядацького голосування        | Результати глядацького голосування        | Результати глядацького голосування        | Результати глядацького голосування | Результати глядацького голосування        | Результати глядацького голосування        | Результати глядацького голосування | Результати глядацького голосування | Результати глядацького голосування        | Результати глядацького голосування        | Результати глядацького голосування        | Результати глядацького голосування | Результати глядацького голосування | Результати глядацького голосування        | Результати глядацького голосування        | Результати глядацького голосування        | Результати глядацького голосування        | Результати глядацького голосування | Результати глядацького голосування        | Результати глядацького голосування | Результати глядацького голосування | Результати глядацького голосування        | Результати глядацького голосування        | Результати глядацького голосування        | Результати глядацького голосування        | Результати глядацького голосування | Результати глядацького голосування        | Результати глядацького голосування        | Результати глядацького голосування        | Результати глядацького голосування        | Результати глядацького голосування | Результати глядацького голосування |
| Голосування: 100% Глядачі 100% Журі | Голосування: 100% Глядачі 100% Журі | Підсумок                           | Голосування журі                   | Швеція                                    | Азербайджан                               | Сан-Марино                         | Латвія                             | Ізраїль                                   | Чорногорія                         | Албанія                            | Мальта                             | Північна Македонія                 | Данія                                     | Австрія                                   | Норвегія                                  | Іспанія                                   | Фінляндія                          | Франція                                   | Греція                                    | Литва                              | Естонія                            | Молдова                                   | Вірменія                                  | Болгарія                                  | Ісландія                           | Сербія                             | Австралія                                 | Італія                                    | Німеччина                                 | Португалія                                | Швейцарія                          | Нідерланди                                | Ірландія                           | Грузія                             | Кіпр                                      | Білорусь                                  | Румунія                                   | Угорщина                                  | Словенія                           | Бельгія                                   | Польща                                    | Велика Британія                           | Хорватія                                  | Чехія                              | Україна                            |
| Голосування: 100% Глядачі 100% Журі | Голосування: 100% Глядачі 100% Журі | Підсумок                           |                                    |                                           |                                           |                                    |                                    |                                           |                                    |                                    |                                    |                                    |                                           |                                           |                                           |                                           |                                    |                                           |                                           |                                    |                                    |                                           |                                           |                                           |                                    |                                    |                                           |                                           |                                           |                                           |                                    |                                           |                                    |                                    |                                           |                                           |                                           |                                           |                                    |                                           |                                           |                                           |                                           |                                    |                                    |
| Країни-учасниці                     | Ізраїль                             | 39                                 | 34                                 |                                           | 1                                         |                                    |                                    | style="text-align:left; background:#aaa;" |                                    |                                    |                                    | 1                                  |                                           |                                           |                                           |                                           |                                    | 3                                         |                                           |                                    |                                    |                                           |                                           |                                           |                                    |                                    |                                           |                                           |                                           |                                           |                                    |                                           |                                    |                                    |                                           |                                           |                                           |                                           |                                    |                                           |                                           |                                           |                                           |                                    |                                    |
| Країни-учасниці                     | Польща                              | 64                                 | 23                                 | 5                                         |                                           |                                    |                                    |                                           |                                    |                                    |                                    |                                    |                                           | 2                                         | 3                                         |                                           |                                    | 1                                         |                                           |                                    |                                    |                                           |                                           |                                           | 3                                  |                                    |                                           | 3                                         | 2                                         |                                           |                                    | 1                                         | 7                                  |                                    |                                           |                                           |                                           |                                           |                                    | 4                                         | style="text-align:left; background:#aaa;" | 10                                        |                                           |                                    |                                    |
| Країни-учасниці                     | Білорусь                            | 83                                 | 50                                 |                                           |                                           |                                    | 6                                  | 2                                         |                                    |                                    |                                    |                                    |                                           |                                           |                                           |                                           |                                    |                                           |                                           | 1                                  | 2                                  | 1                                         |                                           |                                           |                                    |                                    |                                           |                                           |                                           |                                           |                                    |                                           |                                    | 6                                  |                                           | style="text-align:left; background:#aaa;" |                                           |                                           |                                    |                                           | 4                                         |                                           |                                           | 3                                  | 8                                  |
| Країни-учасниці                     | Австрія                             | 93                                 | 93                                 |                                           |                                           |                                    |                                    |                                           |                                    |                                    |                                    |                                    |                                           | style="text-align:left; background:#aaa;" |                                           |                                           |                                    |                                           |                                           |                                    |                                    |                                           |                                           |                                           |                                    |                                    |                                           |                                           |                                           |                                           |                                    |                                           |                                    |                                    |                                           |                                           |                                           |                                           |                                    |                                           |                                           |                                           |                                           |                                    |                                    |
| Країни-учасниці                     | Вірменія                            | 79                                 | 58                                 |                                           |                                           |                                    |                                    |                                           |                                    |                                    |                                    |                                    |                                           |                                           |                                           |                                           |                                    | 6                                         | 2                                         |                                    |                                    |                                           | style="text-align:left; background:#aaa;" |                                           |                                    |                                    |                                           |                                           |                                           |                                           |                                    |                                           |                                    | 10                                 | 1                                         |                                           |                                           |                                           |                                    |                                           |                                           |                                           |                                           | 2                                  |                                    |
| Країни-учасниці                     | Нідерланди                          | 150                                | 135                                |                                           |                                           |                                    |                                    |                                           |                                    |                                    |                                    |                                    | 1                                         |                                           |                                           | 2                                         |                                    |                                           |                                           |                                    |                                    |                                           |                                           |                                           |                                    |                                    |                                           |                                           | 1                                         |                                           |                                    | style="text-align:left; background:#aaa;" |                                    |                                    |                                           |                                           |                                           |                                           |                                    | 10                                        |                                           |                                           | 1                                         |                                    |                                    |
| Країни-учасниці                     | Молдова                             | 374                                | 110                                | 8                                         | 10                                        | 8                                  | 8                                  | 5                                         | 3                                  |                                    | 1                                  | 2                                  | 8                                         | 3                                         | 6                                         | 6                                         | 5                                  | 7                                         | 6                                         | 8                                  | 4                                  | style="text-align:left; background:#aaa;" | 6                                         | 10                                        | 6                                  | 7                                  | 12                                        | 12                                        | 7                                         | 12                                        |                                    | 5                                         | 8                                  |                                    | 6                                         | 10                                        | 12                                        | 10                                        | 3                                  | 7                                         | 6                                         | 6                                         | 4                                         | 5                                  | 12                                 |
| Країни-учасниці                     | Угорщина                            | 200                                | 48                                 | 4                                         | 7                                         | 4                                  | 2                                  | 1                                         | 7                                  | 6                                  | 2                                  | 3                                  | 3                                         | 5                                         | 4                                         |                                           | 4                                  | 2                                         |                                           | 2                                  | 8                                  |                                           |                                           | 6                                         | 2                                  | 12                                 |                                           | 4                                         | 3                                         | 2                                         | 5                                  | 6                                         | 2                                  |                                    |                                           | 8                                         | 10                                        | style="text-align:left; background:#aaa;" | 5                                  | 1                                         | 5                                         | 1                                         | 12                                        |                                    | 4                                  |
| Країни-учасниці                     | Італія                              | 334                                | 126                                | 1                                         | 6                                         | 10                                 | 3                                  | 8                                         | 10                                 | 12                                 | 12                                 | 8                                  |                                           | 6                                         | 2                                         | 8                                         | 8                                  | 5                                         | 7                                         | 5                                  | 5                                  | 4                                         | 4                                         |                                           | 7                                  | 6                                  | 2                                         | style="text-align:left; background:#aaa;" | 4                                         | 4                                         | 10                                 | 2                                         | 1                                  | 5                                  | 8                                         |                                           | 6                                         | 4                                         | 10                                 | 5                                         |                                           | 2                                         | 7                                         | 1                                  |                                    |
| Країни-учасниці                     | Данія                               | 77                                 | 69                                 |                                           |                                           |                                    |                                    |                                           |                                    |                                    |                                    |                                    | style="text-align:left; background:#aaa;" |                                           |                                           |                                           |                                    |                                           |                                           |                                    |                                    |                                           |                                           |                                           |                                    |                                    | 8                                         |                                           |                                           |                                           |                                    |                                           |                                    |                                    |                                           |                                           |                                           |                                           |                                    |                                           |                                           |                                           |                                           |                                    |                                    |
| Країни-учасниці                     | Португалія                          | 758                                | 382                                | 10                                        | 8                                         | 7                                  | 10                                 | 12                                        | 8                                  | 8                                  | 8                                  | 7                                  | 5                                         | 12                                        | 12                                        | 12                                        | 12                                 | 12                                        | 8                                         | 12                                 | 10                                 | 6                                         | 10                                        | 7                                         | 12                                 | 8                                  | 7                                         | 5                                         | 12                                        | style="text-align:left; background:#aaa;" | 12                                 | 12                                        | 10                                 | 8                                  | 7                                         | 7                                         | 7                                         | 7                                         | 8                                  | 12                                        | 10                                        | 8                                         | 10                                        | 8                                  | 10                                 |
| Країни-учасниці                     | Азербайджан                         | 120                                | 78                                 |                                           | style="text-align:left; background:#aaa;" | 1                                  |                                    |                                           | 5                                  |                                    |                                    |                                    |                                           |                                           |                                           |                                           |                                    |                                           |                                           |                                    |                                    | 10                                        |                                           |                                           |                                    |                                    |                                           |                                           |                                           |                                           |                                    |                                           |                                    | 12                                 |                                           |                                           |                                           |                                           | 4                                  |                                           |                                           |                                           |                                           | 10                                 |                                    |
| Країни-учасниці                     | Хорватія                            | 128                                | 25                                 | 2                                         |                                           | 3                                  |                                    |                                           | 12                                 | 7                                  | 3                                  | 10                                 |                                           | 4                                         | 1                                         |                                           |                                    |                                           |                                           |                                    |                                    |                                           |                                           | 1                                         |                                    | 5                                  | 1                                         | 6                                         | 8                                         |                                           | 8                                  | 3                                         | 3                                  |                                    |                                           |                                           | 3                                         | 5                                         | 12                                 |                                           | 1                                         | 5                                         | style="text-align:left; background:#aaa;" |                                    |                                    |
| Країни-учасниці                     | Австралія                           | 173                                | 171                                |                                           |                                           |                                    |                                    |                                           |                                    |                                    |                                    |                                    | 2                                         |                                           |                                           |                                           |                                    |                                           |                                           |                                    |                                    |                                           |                                           |                                           |                                    |                                    | style="text-align:left; background:#aaa;" |                                           |                                           |                                           |                                    |                                           |                                    |                                    |                                           |                                           |                                           |                                           |                                    |                                           |                                           |                                           |                                           |                                    |                                    |
| Країни-учасниці                     | Греція                              | 77                                 | 48                                 |                                           |                                           |                                    |                                    |                                           |                                    | 3                                  |                                    |                                    |                                           |                                           |                                           |                                           |                                    |                                           | style="text-align:left; background:#aaa;" |                                    |                                    | 7                                         | 1                                         | 5                                         |                                    |                                    |                                           |                                           |                                           |                                           |                                    |                                           |                                    |                                    | 12                                        |                                           | 1                                         |                                           |                                    |                                           |                                           |                                           |                                           |                                    |                                    |
| Країни-учасниці                     | Іспанія                             | 5                                  | 0                                  |                                           |                                           |                                    |                                    |                                           |                                    |                                    |                                    |                                    |                                           |                                           |                                           | style="text-align:left; background:#aaa;" |                                    |                                           |                                           |                                    |                                    |                                           |                                           |                                           |                                    |                                    |                                           |                                           |                                           | 5                                         |                                    |                                           |                                    |                                    |                                           |                                           |                                           |                                           |                                    |                                           |                                           |                                           |                                           |                                    |                                    |
| Країни-учасниці                     | Норвегія                            | 158                                | 129                                | 6                                         |                                           |                                    | 1                                  |                                           |                                    |                                    |                                    |                                    | 7                                         |                                           | style="text-align:left; background:#aaa;" |                                           | 2                                  |                                           |                                           | 6                                  |                                    |                                           |                                           |                                           | 1                                  |                                    |                                           |                                           |                                           |                                           |                                    |                                           |                                    |                                    |                                           | 5                                         |                                           |                                           |                                    |                                           |                                           |                                           |                                           |                                    | 1                                  |
| Країни-учасниці                     | Велика Британія                     | 111                                | 99                                 |                                           |                                           |                                    |                                    |                                           |                                    |                                    | 4                                  |                                    |                                           |                                           |                                           | 1                                         |                                    |                                           |                                           |                                    |                                    |                                           |                                           |                                           |                                    |                                    | 3                                         |                                           |                                           |                                           |                                    |                                           | 4                                  |                                    |                                           |                                           |                                           |                                           |                                    |                                           |                                           | style="text-align:left; background:#aaa;" |                                           |                                    |                                    |
| Країни-учасниці                     | Кіпр                                | 68                                 | 36                                 |                                           |                                           |                                    |                                    |                                           | 1                                  |                                    |                                    |                                    |                                           |                                           |                                           |                                           |                                    |                                           | 12                                        |                                    |                                    |                                           | 12                                        | 3                                         |                                    |                                    |                                           |                                           |                                           |                                           |                                    |                                           |                                    | 2                                  | style="text-align:left; background:#aaa;" |                                           |                                           | 2                                         |                                    |                                           |                                           |                                           |                                           |                                    |                                    |
| Країни-учасниці                     | Румунія                             | 282                                | 58                                 | 3                                         | 2                                         | 6                                  | 5                                  | 7                                         |                                    | 4                                  | 6                                  |                                    | 4                                         | 10                                        | 10                                        | 7                                         | 3                                  | 10                                        | 1                                         | 4                                  | 6                                  | 12                                        | 2                                         | 8                                         | 5                                  | 4                                  | 10                                        | 10                                        | 6                                         | 7                                         | 4                                  | 7                                         | 12                                 |                                    | 4                                         | 2                                         | style="text-align:left; background:#aaa;" | 6                                         | 2                                  | 6                                         | 7                                         | 7                                         | 6                                         | 6                                  | 3                                  |
| Країни-учасниці                     | Німеччина                           | 6                                  | 3                                  |                                           |                                           |                                    |                                    |                                           |                                    |                                    |                                    |                                    |                                           |                                           |                                           |                                           |                                    |                                           |                                           |                                    |                                    |                                           |                                           |                                           |                                    |                                    |                                           |                                           | style="text-align:left; background:#aaa;" |                                           | 3                                  |                                           |                                    |                                    |                                           |                                           |                                           |                                           |                                    |                                           |                                           |                                           |                                           |                                    |                                    |
| Країни-учасниці                     | Україна                             | 36                                 | 12                                 |                                           |                                           |                                    |                                    |                                           |                                    |                                    |                                    |                                    |                                           |                                           |                                           |                                           |                                    |                                           |                                           |                                    |                                    |                                           |                                           |                                           |                                    |                                    |                                           | 7                                         |                                           | 3                                         |                                    |                                           |                                    | 4                                  |                                           | 1                                         |                                           |                                           |                                    |                                           | 2                                         |                                           |                                           | 7                                  |                                    |
| Країни-учасниці                     | Бельгія                             | 363                                | 108                                | 12                                        | 4                                         | 5                                  | 12                                 | 6                                         | 4                                  | 5                                  | 5                                  | 4                                  | 6                                         | 8                                         | 7                                         | 4                                         | 10                                 | 8                                         | 5                                         | 10                                 | 12                                 | 2                                         | 5                                         | 4                                         | 10                                 | 3                                  | 4                                         | 2                                         | 10                                        | 10                                        | 7                                  | 10                                        | 5                                  |                                    | 2                                         | 6                                         | 5                                         | 8                                         | 6                                  | style="text-align:left; background:#aaa;" | 12                                        | 3                                         | 5                                         | 4                                  | 5                                  |
| Країни-учасниці                     | Швеція                              | 344                                | 218                                | style="text-align:left; background:#aaa;" | 3                                         | 2                                  | 4                                  | 3                                         |                                    | 2                                  | 7                                  | 5                                  | 12                                        | 1                                         | 5                                         | 5                                         | 6                                  |                                           | 3                                         | 3                                  | 3                                  | 3                                         | 3                                         | 2                                         | 8                                  | 1                                  | 6                                         |                                           |                                           | 1                                         | 1                                  | 4                                         |                                    | 1                                  | 5                                         | 3                                         | 2                                         | 3                                         | 1                                  | 2                                         | 3                                         | 4                                         | 2                                         |                                    | 7                                  |
| Країни-учасниці                     | Болгарія                            | 615                                | 278                                | 7                                         | 12                                        | 12                                 | 7                                  | 10                                        | 6                                  | 10                                 | 10                                 | 12                                 | 10                                        | 7                                         | 8                                         | 10                                        | 7                                  | 4                                         | 10                                        | 7                                  | 7                                  | 8                                         | 7                                         | style="text-align:left; background:#aaa;" | 4                                  | 10                                 | 5                                         | 8                                         | 5                                         | 8                                         | 6                                  | 8                                         | 6                                  | 7                                  | 10                                        | 12                                        | 8                                         | 12                                        | 7                                  | 8                                         | 8                                         | 12                                        | 8                                         | 12                                 | 2                                  |
| Країни-учасниці                     | Франція                             | 135                                | 45                                 |                                           | 5                                         |                                    |                                    | 4                                         | 2                                  | 1                                  |                                    | 6                                  |                                           |                                           |                                           | 3                                         | 1                                  | style="text-align:left; background:#aaa;" | 4                                         |                                    | 1                                  | 5                                         | 8                                         | 12                                        |                                    | 2                                  |                                           | 1                                         |                                           | 6                                         | 2                                  |                                           |                                    | 3                                  | 3                                         | 4                                         | 4                                         | 1                                         |                                    | 3                                         |                                           |                                           | 3                                         |                                    | 6                                  |

## Інші країни
Право на потенційну участь у «Євробаченні» вимагає від країни національний мовник з активним членством у ЄМС, який буде в змозі транслювати конкурс. ЄМС видаватиме запрошення для участі в конкурсі всім 56 активним членам.

### Активні члени ЄМС
- Андорра — 19 травня 2016 року представник Ràdio i Televisió d'Andorra (RTVA) повідомив, що країна не планує брати участь у конкурсі 2017 року.
- Боснія і Герцеговина — через борги перед ЄМС в сумі 6 млн. швейцарських франків (5.4 млн. євро) виникла загроза дискваліфікації Боснії і Герцеговини і виключення її з ЄМС. У підсумку, 30 травня 2016 року рада директорів боснійської телерадіокомпанії BHRT ухвалила рішення про припинення теле- і радіомовлення із 30 червня 2016 року, оскільки борги телерадіокомпанії BHRT перевищили в сумі 25 млн. Конвертованих марок (12,8 млн. Євро). Незважаючи на суспільні збори, борги не вдалося погасити, тому БіГ стане єдиною країною в Європі, яка не має функціонуючого мовника. 29 вересня 2016 року було офіційно ухвалено рішення про відмову Боснії і Герцеговини від участі на Пісенному Конкурсі «Євробачення-2017» через фінансові причини.
- Люксембург — представник телеканалу RTL 25 травня 2016 заявив, що Люксембург не повернеться на конкурс у 2017 році. Однак Комітет з петицій Уряд Люксембургу подав петицію для обговорення про повернення в конкурсі. Люксембург не бере участі з 1993 року. Проте 22 серпня 2016 року RTL заявив що не планує повертатись на конкурс.
- Монако — представник Télé Monte Carlo (TMC) повідомив, що країна не повернеться на «Євробачення-2017» в Україні з невідомих причин. Останній раз Монако брало участь в 2006 році.
- Словаччина — 12 квітня 2016 року національний мовник «Rozhlas a televízia Slovenska» (RTVS) пояснив, що відсутність країни на конкурсі від 2012 року пов'язана з витратами від участі в ньому. Менеджер зі зв'язків із громадськістю мовника, Юрас Кадаш, заявив, що конкурс є привабливим проєктом, та «RTVS» має власну стратегію розвитку, і фінансування вітчизняного телевиробництва має пріоритет над можливою участю в конкурсі. У «RTVS» зазначили, що повернення країни на Пісенний конкурс «Євробачення» у 2017 році обговорюватимуть протягом 2016 року. Однак 24 жовтня 2016 року RTVS заявив, що пропустить «Євробачення-2017».
- Туреччина — Турецька телерадіокомпанія (TRT) опублікувала письмове повідомлення, яке було адресовано ЄМС, у якому мова йде про те, що Туреччина братиме участь у пісенному конкурсі 2017 року. Проте, останнім часом TRT мало не щороку робить подібні заяви, але в підсумку відмовляється брати участь. Востаннє Туреччина брала участь у конкурсі 2012 року. 28 вересня 2016 року (TRT) повідомив, що питання про участь Туреччини на «Євробаченні-2017» перенесено на початок жовтня. Однак 24 жовтня TRT оприлюднив заяву, що не їде на «Євробачення-2017».
- Росія — 22 березня 2017 року російський Перший канал відмовився транслювати конкурс, оскільки за рішенням Служби безпеки України представниці Росії Юлії Самойловій був заборонений в'їзд на територію України на три роки. Рішення було ухвалене через порушення співачкою у 2015 році українського законодавства щодо порядку перетину державного кордону України і правил в'їзду та виїзду з території України. Російські мовники конкурсу (Перший канал і Росія-1) ухвалили спільне рішення відправити Юлію Самойлову на «Євробачення-2018» незалежно від місця проведення[51]. Проте, наступного дня, вперше за всю історію конкурсу, Європейська мовна спілка запропонувала Першому каналу організувати пряму супутникову трансляцію виступу Самойлової з території Росії в півфіналі, і в фіналі, якщо учасниця до нього потрапить, щоб таким чином зберегти можливість участі Росії в конкурсі. Однак Перший канал відкинув дану пропозицію, таким чином повністю відмовившись від участі. Українська сторона також заявила про неприпустимість дистанційного виступу співачки. Віце-прем'єр України В'ячеслав Кириленко заявив, що трансляція виступу Самойлової українськими телеканалами була б порушенням українського закодавства, як і її в'їзд на окуповану частину території України[52]. 31 березня 2017 року голова Європейського мовної спілки Інгрід Делтенре у своєму листі до Прем'єр-міністра України Володимира Гройсмана нібито вказала, що жодна з країн, які раніше приймали «Євробачення», раніше не перешкоджала виступу жодного учасника на «Євробаченні», тому Європейська мовна спілка не бажала би створювати прецедент у 2017 році та розглядає виключення російської співачки з конкурсу як неприйнятний крок, у зв'язку з чим, як можливий наслідок, Україна може бути виключена з майбутніх конкурсів. Крім того, в даному листі зазначалося, що кілька країн вже звернулися до ЄМС з критикою українського рішення і заявили, що розглядають можливість залишити конкурс. В подальшому ці загрози не справдились.

### Асоційовані члени ЄМС
- Казахстан — мовник «Khabar TV» став асоційованим членом ЄМС 2016 року, тому участь країни в конкурсі 2017 року була цілком можлива. Проте Європейська мовна спілка не вважала за потрібне запрошувати Казахстан до участі у пісенному конкурсі.

### Не є членами ЄМС
- Косово — 2016 року косовські та албанські ЗМІ стверджували, що країну запросили взяти участь у конкурсі наступного року. Згодом це підтвердив голова «TV RTK». Пізніше інформація про можливу участь Косова була спростована.
- Ліхтенштейн — 21 вересня представник телеканалу 1 Fürstentum Liechtenstein Television (1FLTV) заявив, що Ліхтенштейн не дебютує на конкурсі у 2017 році через фінансові причини.
- США — оскільки «American Broadcasting Company» є асоційованим членом Європейської мовної спілки, то США формально має право взяти участь у «Євробаченні». Розмови про запрошення США на конкурс активізувалися після виступу Джастіна Тімберлейка в інтервал-акті фіналу «Євробачення-2016». Щоб претендувати на участь у конкурсі, необхідно мати транслюючий телеканал у ЄМС, а канал Logo TV, що транслював конкурс 2016 року, не має асоційованого статусу.

## Речники та коментатори

### Речники
1. Швеція — Вікторія
2. Азербайджан — Турал Асадов
3. Сан-Марино — Ліа Фіоріо
4. Латвія — Аміната (Представляла Латвію у 2015)
5. Ізраїль — Офер Нахшон
6. Чорногорія — Тіяна Мішкович
7. Албанія — Андрі Джаху
8. Мальта — Марта Фенеч
9. Північна Македонія — Ілія Груйоський
10. Данія — Улла Ессендроп
11. Австрія — Крістіна Інгоф
12. Норвегія — Marcus & Martinus
13. Іспанія — Ньєвес Альваре
14. Фінляндія — Єні Вартіайнен
15. Франція — Елоді Ґоссюен
16. Греція — Константінос Хрістофору (Представляв Кіпр в 1996, 2002 та 2005)
17. Литва — Егле Даугелайте
18. Естонія — Юрі Поотсманн (Представляв Естонію у 2016)
19. Молдова — Глорія Горчаг
20. Вірменія — Івета Мукучян (Представляла Вірменію у 2016)
21. Болгарія — Боряна Граматікова
22. Ісландія — П'єрквін Гатлтоурссон (Представляв Ісландію в 1995)
23. Сербія — Саня Вучич (Представляла Сербію у 2016 та пізніше у 2020 мала представляти країну в складі гурту «Hurricane»)
24. Австралія — Лі Лін Чін
25. Італія — Джулія Валентіна Палермо
26. Німеччина — Барбара Шенеберген
27. Португалія — Філомена Каутела (Пізніше була ведучою конкурсу у 2018)
28. Швейцарія — Лука Генні (Пізніше представляв Швейцарію у 2019)
29. Нідерланди — Дауе Боб (Представляв Нідерланди у 2016)
30. Ірландія — Ніккі Бірн (Представляв Ірландію у 2016)
31. Грузія — Ніка Кочаров (Представляв Грузію у 2016 в складі гурту «Young Georgian Lolitaz»)
32. Кіпр — Янніс Караянніс (Представляв Кіпр у 2015)
33. Білорусь — Альона Ланська (Представляла Білорусь у 2013)
34. Румунія — Соня Арджінт-Іонеску
35. Угорщина — Чілла Татар
36. Словенія — Катаріна Час
37. Бельгія — Фанні Гіллард
38. Польща — Анна Попек
39. Велика Британія — Катріна Лесканич  (Представляла Британію в 1997 в складі гурту «Katrina and the Waves»)
40. Хорватія — Уршула Толь
41. Чехія — Радка Росіцка
42. Україна — Злата Огневич (Представляла Україну у 2013)

### Коментатори
- Австралія — Майф Воргерст та Джоуел Крісі (SBS, усі шоу)
- Австрія — Анді Кноль (ORF 1, усі шоу)
- Азербайджан — Азер Сулейман (İTV, усі шоу)
- Албанія — Андрі Джаху (TVSH, RTSH HD, RTSH Muzikë and Radio Tirana, усі шоу)
- Бельгія — фр.: Морін Луї та Жан-Луї Ле (La Une, усі шоу), Олів'є Жіля (VivaCité, перший півфінал і фінал); нід.: Петер Фан де Вере (één і Radio 2, усі шоу)
- Білорусь — Євген Перлін (Беларусь 1 і Беларусь 24, усі шоу)
- Болгарія — Єлена Росберг та Георгій Кушвалієв (БНТ1, усі шоу)
- Велика Британія — Мел Ґедройт та Скотт Міллс (BBC Four, півфінали), Грем Нортон (BBC One, фінал), Кен Брюс (BBC Radio 2, фінал)
- Вірменія — Авет Барсегян та Гоар Гаспарян (Armenia 1 і Public Radio of Armenia, перший півфінал і фінал); Авет Барсегян (Armenia 1 і Public Radio of Armenia, другий півфінал)
- Греція — Гіоргос Капутдзідіс та Марія Козаку (ERT1, ERT HD, ERT World, ERA 1, Голос Греції, усі шоу)
- Грузія — Деметре Ергемлідзе (1TV, усі шоу)
- Данія — Уль Чепгольм (DR1, усі шоу)
- Естонія — ест.: Марко Рейкоп (ETV, усі шоу); Март Юур та Андрус Ківірягк (Raadio 2, другий півфінал і фінал); рос.: Юлія Календа та Олександр Хоботов (ETV+, усі шоу)
- Ізраїль — без коментарів (CH.1), Кобі Менора, Дорі Бен Зеев та Алон Амір (88FM, усі шоу)
- Ірландія — Марті Вілен (RTÉ2, півфінали; RTÉ One, фінал), Ніл Догерті та Збишек Залінський (RTÉ Radio 1, другий півфінал і фінал)
- Ісландія — Гістлі Мартейтн Бальдюрссон (RÚV і Rás 2, усі шоу)
- Іспанія — Хосе Марія Ініго та Хулія Варела (La 2, півфінали; La 1, фінал)
- Італія — Андреа Делоґу та Дьєґо Пассоні (Rai 4, півфінали); Флавіо Інсінна та Федеріко Руссо (Rai 1, фінал)
- Кіпр — Тасос Тріфонос та Хрістіна Артеміу (CyBC, усі шоу)
- Латвія — Валтерс Фріденбергс (LTV1, усі шоу); Томс Гревіньш (LTV1, фінал)
- Литва — Даріус Ужкурайтіс та Герута Гріньюте (LRT, LRT HD і LRT Radijas, усі шоу)
- Мальта — без коментарів (TVM, усі шоу)
- Молдова — Ґаліна Тімуш (TV Moldova 1, усі шоу), Крістіна Ґальбічі (Radio Moldova, усі шоу), Китилін Унгуряну та Марія-Міхаела Фріму (Radio Moldova Tineret, усі шоу)
- Нідерланди — Корнальд Маас та Ян Сміт (NPO 1 і BVN, усі шоу)
- Німеччина — Петер Урбан (One, усі шоу; NDR Fernsehen, другий півфінал; Das Erste, фінал)
- Норвегія — Улав Віксму-Слеттан (NRK1, усі шоу); Ронні Бреде Оосе, Сільє Нурднес та Маркус Небі (NRK3, фінал); Уле Крістіан Еен (NRK P1, другий півфінал і фінал)
- Північна Македонія — Кароліна Петковська (MRT 1, усі шоу)
- Польща — Артур Ожех (TVP1 і TVP Polonia; TVP Rozrywka (із затримкою на один день), усі шоу)
- Португалія — Еладіо Клімаку (RTP1) Жозе Карлус Малату та Нуну Ґалопім (RTP1 і RTP Internacional, усі шоу)
- Румунія — Ліана Станцю та Раду Андрей Тудор (TVR1 і TVR HD, усі шоу)
- Сан-Марино — Ліа Фіоріо та Джіджі Рестіво (SMtv San Marino і Radio San Marino, усі шоу)
- Сербія — Сілвана Груїч та Ольга Капор (RTS 1, RTS HD і RTS Sat, перший півфінал); Душка Вучинич (RTS 1, RTS HD і RTS Sat, другий півфінал і фінал)
- Словенія — Андрей Хофер (RTV SLO2, півфінали; RTV SLO1, final; Radio Val 202, другий півфінал і фінал; Radio Maribor, усі шоу)
- Угорщина — Крістіна Ратоній та Фредді (Duna, усі шоу)
- Україна — Тетяна Терехова та Андрій Городиський (UA:Перший, усі шоу); Олена Зелінченко та Роман Коляда (UA:Українське радіо, усі шоу)
- Фінляндія — фінс.: Мікко Сільвеннойнен (YLE Radio Suomi), шв.: Ева Франц та Йоган Ліндроос (Yle TV1, перший півфінал; Yle TV2, другий півфінал і фінал)
- Франція — Маріан Джемс, Стефан Берн та Амір Хаддад (France 2, фінал), Маріан Джемс та Жаррі (France 4, півфінали)
- Хорватія — Душко Чурлич (HRT 1, усі шоу), Златко Туркаль Туркі (HR 2, усі шоу)
- Чехія — Лібор Боучек (ČT2, півфінали), Лібор Боучек та Мартіна Барта (ČT1, фінал)
- Чорногорія — Дражен Баукович та Тіяна Мішкович (TVCG 1 і TVCG SAT, усі шоу)
- Швейцарія — нім.: Свен Епіні (SRF zwei, півфінали; SRF 1, фінал); іт.: Кларісса Тамі та Sebalter (RSI La 2, півфінали; RSI La 1, фінал); фр.: Жан-Марк Рішар та Ніколя Таннер (RTS Deux, півфінали; RTS Un, фінал)
- Швеція — Монс Сельмерлев та Едвард оф Сіллен (SVT1, усі шоу), Кароліна Нурен, Б'єрн Челльман та Ола Гаверт (SR P4, усі шоу)

## Місця проведення конкурсу та важливих локацій

### Головна сцена

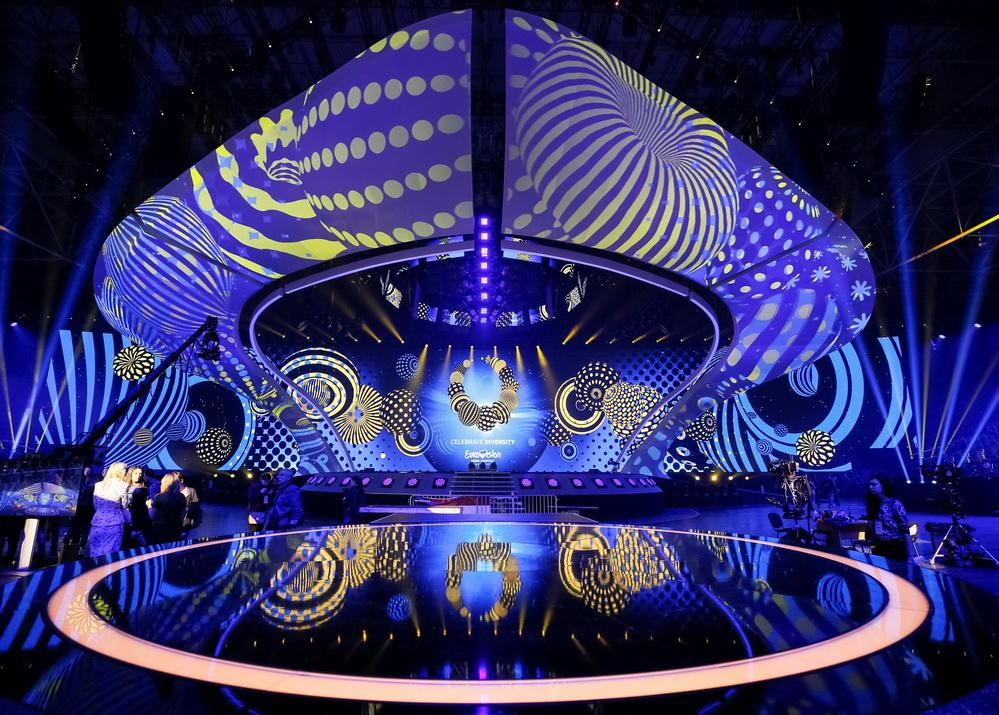
Сцена «Євробачення-2017»

Місцем проведення пісенної частини конкурсу стало приміщення Міжнародного виставкового центру у Києві.
Дизайн сцени розробив Флоріан Відер, який також був автором сцен трьох попередніх конкурсів (у 2011, 2012 та 2015 роках). Дизайн символізує Україну як центр Європи під час проведення конкурсу.
Сцена мала вагу у 30 тон. Розмір сцени сягав 350 квадратних метрів. Елементи сцени могли незалежно рухатися, опускатися та підніматися змінюючи геометрію сцени. Висота сцени сягала 14 метрів, ширина 70 метрів, а глибина 28 метрів. Сцена була обладнана 1800 світловими приладами. У глядацькій залі змогли розміститися понад 7 тисяч глядачів на площі понад 6 тисяч квадратних метрів. 11 квітня 2017 року іноземні та національні журналісти отримали змогу оглянути головну сцену конкурсу.

### Місце офіційного відкриття церемонії конкурсу
7 травня відбулася офіційна церемонія відкриття пісенного конкурсу. По червоній доріжці, яка розташувалася біля Маріїнського палацу, поряд з будівлею Верховної Ради, пройшли учасники делегацій усіх країн — учасників конкурсу. Українська червона доріжка була рекордно довгою — 265 метрів за усю історію проведення конкурсів «Євробачення».
Головним постановником офіційної церемонії відкриття та організації червоної доріжки став відомий український театральний режисер Сергій Проскурня.
Після червоної доріжки, церемонія продовжилася у Євроклубі «Євробачення-2017» Конгресно-виставкового центру «Парковий». Відкриття пісенного конкурсу відбулося в українському національному стилі.

### Євроклуб
КВЦ «Парковий» також став місцем, де розташувався під час тижнів «Євробачення» Євроклуб. Він працював з 1 до 14 травня. Перший тиждень — на одному поверсі, із 7 травня, після церемонії відкриття, — на двох поверхах. Парковий, як Євроклуб, вміщав близько трьох з половиною тисяч відвідувачів.
Євроклуб — це одна з офіційних локацій пісенного конкурсу, де відбувалися закриті вечірки для членів делегацій країн-учасниць, зокрема після генеральних репетицій та виступів конкурсантів.

### Євромістечко
Євромістечко міжнародного пісенного конкурсу діяло на центральній вулиці Києва — Хрещатику.
Євромістечко діяло з 4 травня до 14 травня. На цій локації у дні півфіналів та фіналу відбувалася пряма трансляція шоу на великих світлодіодних екранах, а також щодня працювали фудкорти, відбувалися концерти та різноманітні розважальні програми.

## Скандали

### Церемонія відкриття конкурсу на території Софійського собору
21 вересня 2016 року стало відомо, що церемонію відкриття «Євробачення-2017» планують провести на території Софійського собору. Червоний хідник мав вести від Софійської площі до території комплексу історико-архітектурного заповідника. Таке рішення викликало обурення представників «Української Гельсінської спілки» та Української православної церкви. У своїх заявах вони назвали це богохульством. А генеральна директорка Національного заповідника «Софія Київська» Неля Куковальська повідомила, що не погодить дії, які зашкодять пам'ятці або території заповідника.
15 листопада 2016 року заступник голови КМДА Олексій Резніков під час брифінгу заявив, що жодних офіційних заходів, що стосуються «Євробачення-2017» на території Софійської площі або Софійського історико-архітектурного заповідника не проводитимуть.

### Звільнення виконавчих продюсерів конкурсу
13 лютого 2017 року виконавчі продюсери «Євробачення-2017» Вікторія Романова та Олександр Харебін заявили, що припиняють роботу над підготовкою до проведення конкурсу та йдуть із проєкту. Причиною такого рішення став професійний конфлікт із керівництвом НСТУ. За їхніми словами, після призначення 15 грудня 2016 року Павла Грицака на посаду заступника гендиректора НСТУ, він став фактичним керівником «Євробачення» в Україні та не погоджував свої рішення з виконавчими продюсерами. Одним із таких рішень стало збільшення кошторису конкурсу на 200 млн грн — до 856 млн грн. У відповідь на це в. о. голови правління НСТУ Ганна Бичок заявила, що станом на 13 лютого затверджений бюджет конкурсу складає 655,7 млн грн — гроші, виділені урядом та КМДА, але ця сума може бути збільшена завдяки міжнародним на національним спонсорам, а також внесками від країн-учасниць, які збирає ЄМС. Павло Грицак же заявив, що не обмежував роботу виконавчих продюсерів, і якщо вони підуть, він знайде людей на ці посади.

### Арка різноманіття
Арка різноманіття (англ. Arch of diversity) проєкт компанії «CFC Consulting». 25 квітня 2017 року компанія розпочала роботи з перетворення Арки дружби народів на масштабну артінсталяцію «Arch of diversity». Арку мали обклеїти кольоровим папером з нагоди «Євробачення-2017», утворивши своєрідну веселку, а після завершення конкурсу повернути їй попередній вигляд. Однак 27 квітня активісти «Правого сектора» та ВО «Свобода» заблокували ці дії, убачавши в них приховану пропаганду гомосексуальності. Інсталяція так і не була завершена, а вже 17 травня 2017 року з арки зняли кольоровий папір.

### Витівка Віталія Седюка
Під час виступу Джамали у фіналі конкурсу на малу сцену виліз невідомий чоловік, загорнутий у прапор Австралії, і, ставши поряд зі співачкою, оголив свої сідниці. Через цю витівку чоловік був заарештований та доправлений до СІЗО. Ним виявився колишній журналіст телеканалу «1+1» Віталій Седюк, скандально відомий через напади на представників шоу-бізнесу під час публічних заходів. Сама співачка в програмі «Світське життя» заявила, що випадок з пранкером стався через неналежне виконання своїх обов'язків охорони та організаторів конкурсу.
15 травня 2017 року Дніпровський районний суд міста Києва обрав запобіжний захід Віталієві Седюкові у вигляді особистого зобов'язання, а 18 липня визнав обвинуваченого винним у скоєнні кримінального правопорушення, передбаченого ч. 1 ст. 296 КК України та призначив йому покарання у вигляді штрафу в розмірі 500 неоподаткованих мінімумів доходів громадян.

## Нагороди

### Премія Марселя Безансона
| Категорія         | Країна     | Виконавець        | Пісня                 | Автор                                                             |
| ----------------- | ---------- | ----------------- | --------------------- | ----------------------------------------------------------------- |
| Мистецький приз   | Португалія | Салвадор Собрал   | «Amar pelos dois»     | Луїза Собрал                                                      |
| Приз композиторів | Португалія | Салвадор Собрал   | «Amar pelos dois»     | Луїза Собрал                                                      |
| Приз преси        | Італія     | Франческо Габбані | «Occidentali's karma» | Франческо Габбані, Філіппо Габбані, Фабіо Ілаква, Лука К'яраваллі |

### OGAE
| Країна  | Виконавець         | Пісня                 | Бали |
| ------- | ------------------ | --------------------- | ---- |
| Італія  | Франческо Габбані  | «Occidentali's karma» | 497  |
| Бельгія | Бланш              | «City lights»         | 335  |
| Швеція  | Робін Бенгтссон    | «I can't go on»       | 308  |
| Франція | Альма              | «Requiem»             | 277  |
| Естонія | Койт Тооме i Лаура | «Verona»              | 242  |

### Премія Барбари Декс
| Місце | Країна     | Виконавець     |
| ----- | ---------- | -------------- |
| 1     | Чорногорія | Славко Калезич |
| 2     | Латвія     | «Triana Park»  |
| 3     | Чехія      | Мартіна Барта  |
| 4     | Швейцарія  | «Timebelle»    |
| 5     | Албанія    | Ліндіта        |

## Офіційний альбом
Eurovision Song Contest: Kyiv 2017 — офіційний збірний альбом конкурсу, складений Європейською мовною спілкою та випущений під лейблом «Universal Music Denmark» 21 квітня в цифровому форматі і 28 квітня — на фізичному носії. Альбом містить 42 пісні країн-учасниць, а також пісню від Росії, яка відмовилась від участі 13 квітня 2017 року. Це вже другий рік поспіль, коли офіційний альбом містив пісню, що була відкликана перед конкурсом.
| Чарти                                       | Найвища позиція |
| ------------------------------------------- | --------------- |
| Альбоми Австралії (ARIA Charts)             | 37              |
| Збірки Австрії (Ö3 Austria Top 40)          | 2               |
| Збірки Великої Британії (Official Charts)   | 7               |
| Альбоми Греції (Official IFPI Charts)       | 12              |
| Альбоми Данії (Hitlisten)                   | 30              |
| Збірки Нідерландів (Dutch Charts)           | 2               |
| Збірки Німеччини (Offiziellen Charts)       | 2               |
| Альбоми Норвегії (VG-lista)                 | 37              |
| Альбоми Фінляндії (Suomen virallinen lista) | 37              |
| Збірки Швейцарії (Schweizer Hitparade)      | 2               |

## Нотатки
1. 1 2  Назва пісні латинською мовою, але текст — угорською. Пісня також містить ономатопеї, які зазвичай використовуються циганськими співаками.
2. ↑  Містить кілька слів давньогрецькою, англійською та санскритом.